# Cripta Imperial de Viena

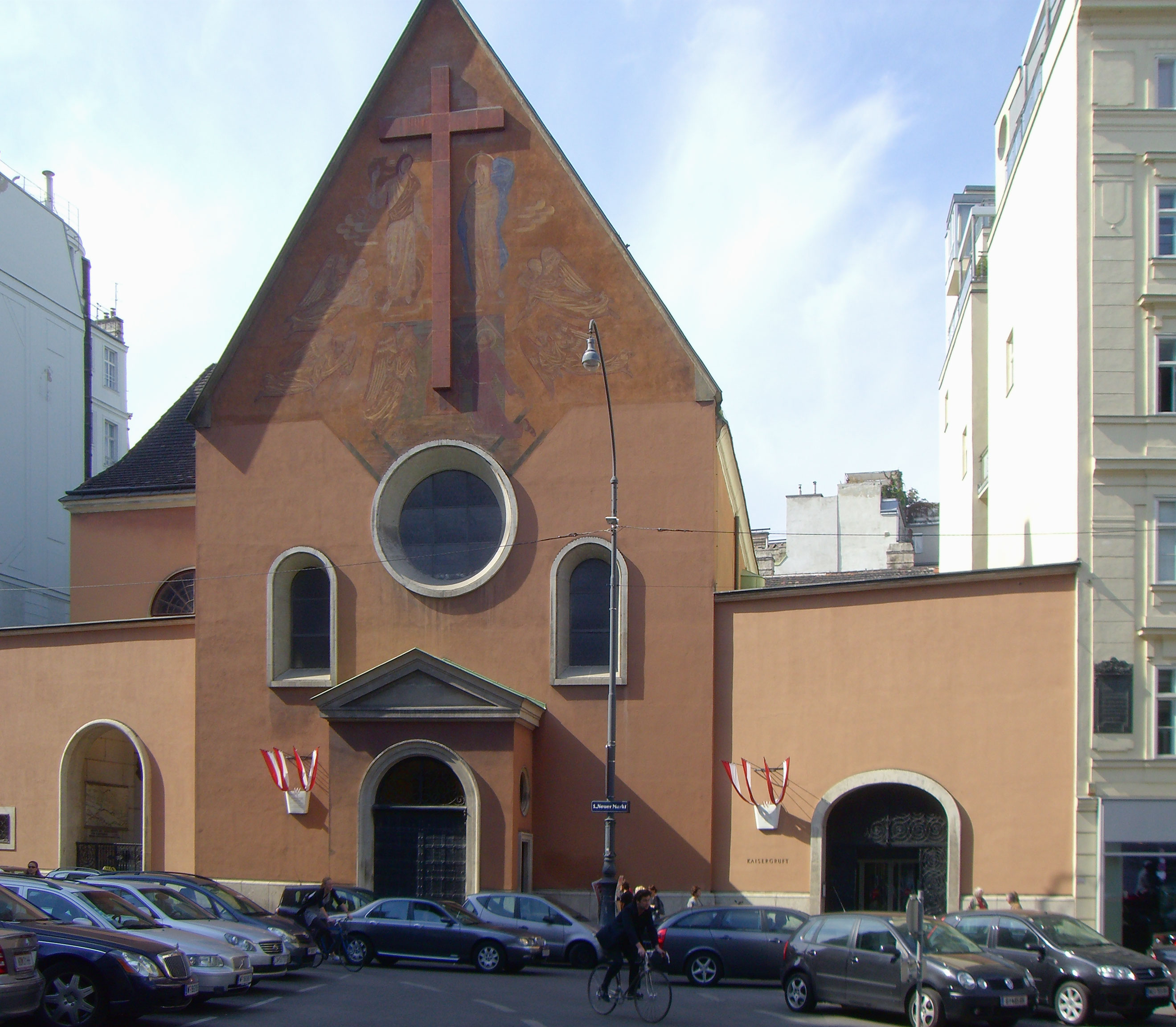
Iglesia de los Capuchinos en Neuen Markt.

La Cripta Imperial de Viena o Cripta de los Capuchinos (en alemán: Kaisergruft o Kapuzinergruft) fue desde 1633 el principal lugar de sepultura para los Habsburgo austríacos, es decir, para los emperadores del Sacro Imperio Romano Germánico de la casa de Habsburgo y sus descendientes. La Cripta Imperial se encuentra en la ciudad austríaca de Viena, bajo la iglesia de los Capuchinos (iglesia de Santa María de los Ángeles), situada en la plaza del Neuen Markt, cerca del Palacio Imperial de Hofburg.
La cripta contiene 143 cuerpos de miembros de la realeza y la aristocracia más algunas urnas que contienen los corazones o las cenizas de otros cuatro. Entre ellos se cuentan 12 emperadores y 18 emperatrices. La sepultura más reciente es del 2023.

## Historia
La emperatriz Ana del Tirol (1585-1618), esposa del emperador Matías I, concibió la idea de un claustro monástico y una cripta que sirviesen para su enterramiento y el de su marido, en las cercanías del Palacio Imperial de Hofburg, en Viena. Con la intención de que fuese utilizada para este fin, la emperatriz hizo una donación económica en su testamento del 10 de noviembre de 1617, muriendo justo un año más tarde. Su esposo falleció cuatro meses después.

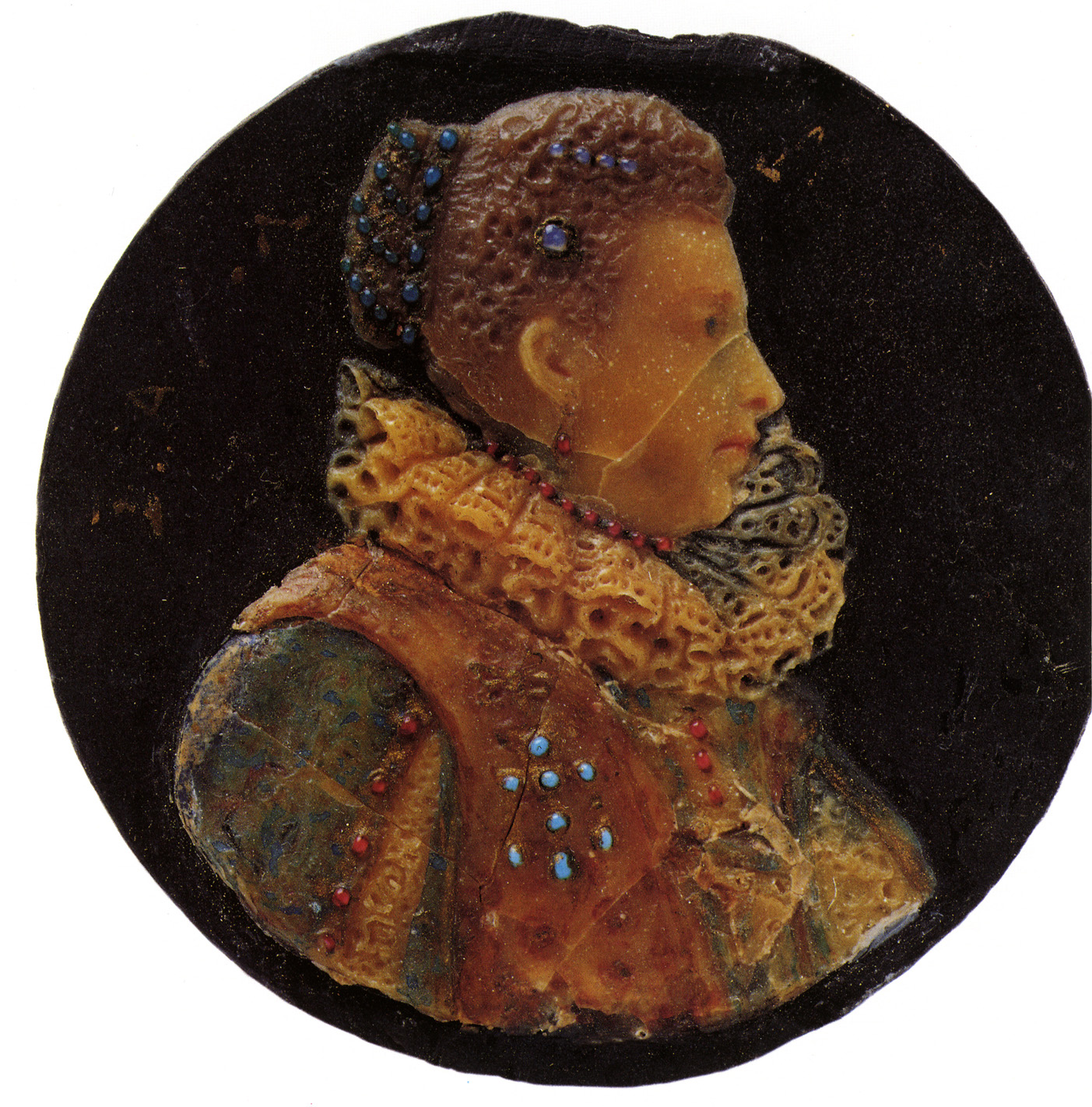
La emperatriz Ana del Tirol, fundadora de la Cripta de los Capuchinos, en una miniatura de Alejandro Abondio.

La primera piedra fue puesta el 8 de septiembre de 1622 en presencia del emperador Fernando II. Después de un lento progreso causado por las distracciones de la guerra de los Treinta Años, la iglesia fue consagrada el 25 de julio de 1632. En la Pascua del siguiente año, los sarcófagos con los cuerpos del emperador Matías y la emperatriz Ana fueron trasladados con gran pompa a la que ahora recibe el nombre de Bóveda del Fundador.
El emperador Leopoldo I amplió la cripta en 1657 en el área situada bajo la nave de la iglesia, y su hijo, el emperador José I, hizo una nueva ampliación hacia el oeste en 1710, comenzando la bóveda que su hermano, el emperador Carlos VI, continuó hacia el oeste en 1720 y que se extiende bajo el coro. Por primera vez intervino un destacado arquitecto, Juan Lucas de Hildebrandt, en una ampliación de la cripta.
En 1754, la emperatriz María Teresa agrandó otra vez la cripta hacia el oeste, más allá de la propia iglesia, en el jardín del monasterio con una adición abovedada que admite la luz natural. La imponente cúpula y la cripta son obra del arquitecto Juan Jadot de Ville-Issey.
Durante el reinado de Francisco I, el arquitecto Juan Aman hizo una nueva adición al norte en 1824.
El monasterio que rodea la iglesia se encontraba en mal estado tras 200 años de servicio, y durante el reinado del emperador Fernando I, en 1840, el monasterio (pero no la iglesia) fue derribado y reconstruido. Como parte de aquel proyecto, el arquitecto Juan Höhne construyó la Bóveda Fernandina y la Bóveda Toscana en el sótano de la nueva estructura.
Como parte de las celebraciones por sus 60 años en el trono, el emperador Francisco José I encargó en 1908 al arquitecto Cajo Perisic construir otra cámara de mausoleos y una capilla al este de la de Francisco I y de la Bóveda Fernandina.
Hacia 1960 era obvio que el deterioro de las tumbas se debía al ambiente caluroso y húmedo de la cripta, por lo cual se tomaron medidas para remediarlo y poder así conservar los sarcófagos para las futuras generaciones. El arquitecto Carlos Schwanzer construyó la llamada Bóveda Nueva (al norte de la de Toscana, la Fernandina y la de Francisco José) con puertas metálicas, obra del escultor Rodolfo Hoflehner. Esta obra añadió aproximadamente un 20% de espacio a la cripta, utilizado para una redistribución masiva de las tumbas en las bóvedas.
La pequeña bóveda original albergaba, junto a las tumbas de los dos fundadores, otra en la que se encontraba una docena de niños con el nombre de Bóveda de los Ángeles. Aquellas tumbas fueron trasladadas a unos nichos recién construidos en la pared delantera de la Bóveda Leopoldina.
Tumbas seleccionadas de otras varias bóvedas fueron trasladadas a la Bóveda Nueva y agrupadas por temas: obispos, antepasados directos del último emperador y familia inmediata del archiduque Carlos de Austria-Teschen, vencedor de la Batalla de Aspern-Essling. Otras treinta y siete tumbas, de algunos menores y miembros menores de la familia, fueron distribuidas en nichos creados en la pared de la Bóveda Fernandina. Así, la mitad aproximadamente de todas las tumbas fueron trasladadas de las bóvedas originales a sitios más ordenados como parte de aquella gran reorganización.
En 2003 otro proyecto hizo la cripta accesible a las personas con discapacidad, y abrió puertas antes no usadas, de modo que la ruta del visitante fuera más fácil. La cripta entera fue también dotada de aire acondicionado para prevenir el deterioro de las tumbas.

## Los sarcófagos

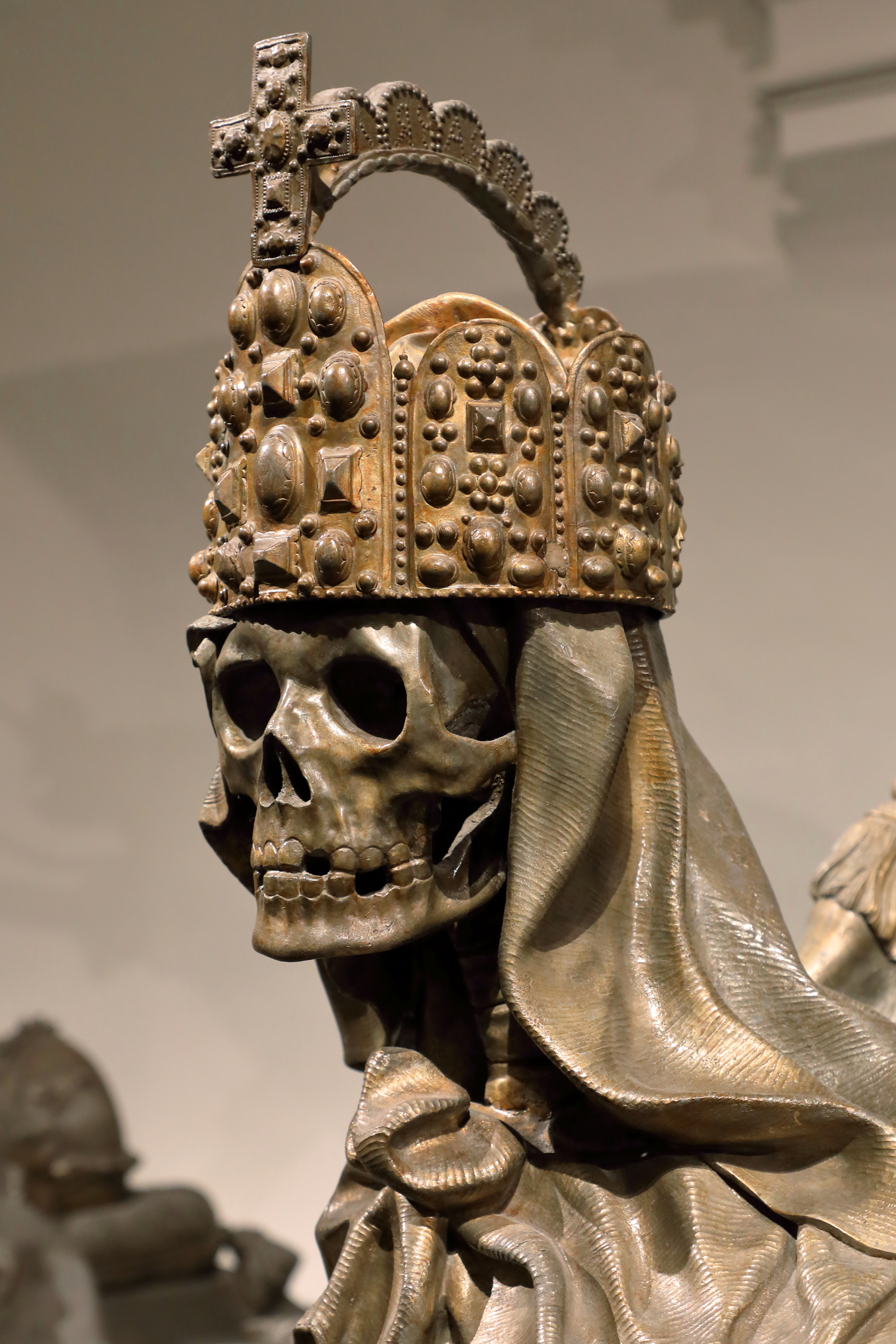
Detalle del sarcófago del emperador Carlos VI.

Las tumbas son por lo general variaciones de una caja mortuoria con tapa. La ornamentación suele ser muy sencilla.
Hasta los años 1700, el material más común para los sarcófagos era una aleación parecida al bronce, cubierta de laca. Las espléndidas tumbas de la época barroca y rococó son de bronce verdadero, material mucho más caro. El reformista emperador José II decretó una simplificación de las tumbas, empleándose cobre, de mayor ligereza y más barato, en la Cripta Imperial. En los años posteriores fue adoptada una mezcla de cobre y bronce, así como plata. 
Solo un sarcófago, el del emperador Francisco José I, está hecho en piedra en vez de metal.
Se han usado varias técnicas de trabajo en metal: talla, fundido, grabado y martillado para decoración superficial. Las cubiertas son remachadas, mientras que los ornamentos y figuras decorativas aparecen atornilladas.
El escultor responsable de las tumbas más complicadas fue Baltasar Fernando Moll.
Para garantizar la estabilidad de las tumbas más aparatosas, éstas tienen refuerzos de hierro y madera. Esto evita hundimientos y abombamiento de las paredes laterales por el peso de la cubierta.
Dentro del sarcófago externo, los cuerpos se encuentran en ataúdes de madera envueltos en seda. El ataúd por lo general tiene dos cerraduras; una llave es custodiada por el guarda capuchino de la cripta, mientras que la otra está guardada en la Schatzkammer del Palacio Imperial de Hofburg.
Dentro del ataúd, el cuerpo se encuentra, por lo general, con los órganos extirpados como parte necesaria del proceso de embalsamamiento para su exhibición antes del entierro. En un tercio aproximadamente de los cuerpos, el corazón fue colocado en una urna de plata y enviado, por lo general, al Herzgruft en la iglesia de los Agustinos, y en algunos casos los intestinos y otros órganos fueron puestos en urnas de cobre y depositados en la Cripta de los Duques, en la Catedral de San Esteban de Viena (Stephansdom).

## Conservación de las tumbas
La humedad constante, las variaciones en la temperatura y la afluencia de visitantes causaron, a lo largo de los siglos, un gran deterioro a los sarcófagos, dando lugar a agujeros provocados por la corrosión y las grietas. Las capas de las superficies horizontales se habían desconchado, muchos elementos decorativos habían sido rotos o robados por visitantes, el metal había absorbido demasiada humedad y se hinchó, y las pesadas cubiertas habían hecho que algunos flancos se doblaran.
El primer esfuerzo de restauración fue emprendido en 1852, pero no fue hasta 1956 cuando nació la Gesellschaft zur Rettung der Kapuzinergruft (Asociación para salvar la Cripta de los Capuchinos) para informar al público del problema y conservar y restaurar las tumbas.
Lo primero fue crear el espacio adicional y deshumidificar la cripta. Después de terminada la Bóveda Nueva en 1960 y la transferencia de 26 tumbas a la Bóveda Toscana, se pudieron iniciar los trabajos de deshumidificación. También se creó un taller al final de la Bóveda Toscana, donde expertos artesanos podrían trabajar sobre tumbas seleccionadas, trasladadas allí temporalmente para su restauración.
En 2003 la nueva presentación de las instalaciones hizo la cripta accesible a los discapacitados. El recorrido también fue modificado para que los visitantes puedan ver las tumbas según la secuencia histórica.

## Bóvedas de la Cripta Imperial
Las Bóvedas de la Cripta Imperial son varias cámaras en las que se encuentran enterrados la mayor parte de los miembros de la rama vienesa de los Habsburgo, los emperadores hereditarios del Sacro Imperio y sus respectivas familias, desde 1632.
Es una serie interconectada de diez cuartos subterráneos construidos a lo largo de la historia para cubrir las necesidades de espacio.
Los 103 sarcófagos metálicos visibles y las 5 urnas con el corazón de algunos miembros se extienden desde la simpleza de los primeros enterramientos hasta el rococó exuberante.

### Bóveda de los fundadores
La Gründergruft es la parte más antigua de la Kaisergruft. Se encuentra bajo la Capilla del Emperador, en el lateral izquierdo de la nave de la iglesia. El espacio es bajo, simple y sin ventanas, siendo visible por las puertas barrocas de la Bóveda Leopoldina. Aquí se encuentran los dos simples sarcófagos de la pareja fundadora.
Mirando por la puerta, de izquierda a derecha:
- El emperador Matías I (1557-1619), tercer hijo del emperador Maximiliano II y María de Austria (hija de Carlos V). Fue gobernante de Austria desde 1593, rey de Hungría desde 1608 y de Bohemia desde 1611, por la incapacidad mental de su hermano, asumiendo el título imperial a la muerte de este en 1612. Construyó el pabellón de caza original que dio origen al Palacio de Schönbrunn. Murió solo cuatro meses después que su esposa, la emperatriz Ana. Enterrado inicialmente en el Convento de la Reina en Viena, tras la inauguración de la cripta en 1633, fue transferido aquí. Su corazón está en la Herzgruft de la iglesia de los Agustinos.
- Ana del Tirol, emperatriz (1585-1618), hija de Fernando II de Austria y Ana Catalina Gonzaga de Mantua. Dejó reservado en su testamento de 1617 un espacio para ella y su marido en la cripta de la Iglesia los Capuchinos que debía ser construida en Viena. Enterrada inicialmente en el Convento de la Reina en Viena, tras la inauguración de la cripta en 1633, fue transferida aquí. Su corazón está en la Herzgruft en la iglesia de los Agustinos.

### Bóveda Leopoldina
La Leopoldsgruft fue construida bajo la nave de la iglesia. Comenzanda en 1657 por el emperador Leopoldo I, 37 años después del edicto de su padre, el emperador Fernando III en el que dictaba que el lugar para el enterramiento de la familia imperial estaría en esta iglesia. Teniendo en cuenta que Leopoldo contribuyó con sus tres mujeres y 16 de sus hijos, más él, a incrementar notablemente la población de la cripta, era inevitable que pronto fueran necesarias otras bóvedas.

#### Columbario
A la izquierda de las puertas de la Bóveda de los Fundadores, en la gruesa pared este de la iglesia, se encuentran los sarcófagos de 12 niños en sendos nichos aparte construidos en los años 60. Los ataúdes se hallaban anteriormente en la Bóveda de los Fundadores o en el pasillo principal de esta bóveda, pero eran de condición pobre y ahora han sido colocados en idénticas cajas. Ninguna marca o documentación identifica qué niño se encuentra en cada ataúd, pero los que descansan en estos lugares son:
Cuatro hijos del emperador Fernando III:
- Archiduque Maximiliano Tomás (1638-1639), hijo del emperador Fernando III y de su primera esposa, María Ana de Austria.
- Archiduque Felipe Augusto (1637-1639), hijo del emperador Fernando III y de su primera esposa, María Ana de Austria.
- Archiduquesa Teresa María (1652-1653), hija del emperador Fernando III y de su tercera esposa, Leonor de Mantua.
- Archiduque Fernando José (1657-1658), hijo del emperador Fernando III y de su tercera esposa, Leonor de Mantua. Sus entrañas están en la Cripta Ducal de la Catedral de San Esteban.

Siete hijos del emperador Leopoldo I:
- Archiduque Fernando Wenceslao (1667-1668), hijo del emperador Leopoldo I y de su primera esposa, Margarita Teresa de Austria. Sus entrañas están en la Cripta Ducal de la Catedral de San Esteban.
- Archiduque Juan Leopoldo (1670), hijo del emperador Leopoldo I y de su primera esposa, Margarita Teresa de Austria.
- Archiduquesa María Ana (1672), hija del emperador Leopoldo I y de su primera esposa, Margarita Teresa de Austria. Sus entrañas están en la Cripta Ducal de la Catedral de San Esteban.
- Archiduquesa Ana María Sofía (1674), hija del emperador Leopoldo I y de su segunda esposa, Claudia Felicidad del Tirol. Sus entrañas están en la Cripta Ducal de la Catedral de San Esteban.
- Archiduquesa María Josefa (1675-1676), hija del emperador Leopoldo I y de su segunda esposa, Claudia Felicidad del Tirol, muriendo pocos meses después que ella. Su corazón está en una urna de oro y plata encima del sarcófago de su madre en la Iglesia de los Dominicos.
- Archiduquesa Cristina (1679), hija del emperador Leopoldo I y de su tercera esposa, Leonor Magdalena del Palatinado-Neoburgo.
- Archiduquesa María Margarita (1690-1691), hija del emperador Leopoldo I y de su tercera esposa, Leonor Magdalena del Palatinado-Neoburgo. Sus entrañas están en la Cripta Ducal de la Catedral de San Esteban.

Nieto del emperador Fernando III:
- Bebé sin nombre (1686), hijo de Juan Guillermo del Palatinado-Neoburgo y de la archiduquesa María Ana Josefa de Austria.

#### Sala principal
En frente del Columbario:
- Urna con el corazón de la reina María Ana de Portugal (1683-1754), hija del emperador Leopoldo I, ahí está por su voluntad. Su cuerpo se encuentra en el Panteón de los Braganza en la Iglesia de San Vicente de Fora en Lisboa junto al de su marido Juan V de Portugal.

A lo largo de la pared norte, de este a oeste:
- Archiduquesa María Josefa (1687-1703), hija del emperador Leopoldo I. Su corazón está en la Herzgruft de la iglesia de los Agustinos y sus entrañas en la Cripta Ducal de la Catedral de San Esteban.
- Archiduquesa María Ana Josefa (1654-1689), electora del Palatinado, hija del emperador Fernando III. Se casó con Juan Guillermo del Palatinado-Neoburgo, hermano de la emperatriz Leonor Magdalena. Sus entrañas están en la Cripta Ducal de la Catedral de San Esteban.
- Archiduquesa Leonor María Josefa (1653-1697), reina de Polonia y duquesa de Lorena, hija del emperador Fernando III. Se casó con Miguel Korybut Wiśniowiecki, rey de Polonia y tras la muerte de este con Carlos V de Lorena convirtiéndose por esto en la abuela de los dos hermanos que se casaron con la emperatriz María Teresa y su hermana María Ana.
- Leonor de Mantua-Gonzaga-Nevers, emperatriz (1630-1686), tercera mujer del emperador Fernando III. Fundadora de la Orden de la Cruz Estrellada (la Sternkreuzorden). Su corazón está en la Herzgruft de la iglesia de los Agustinos y sus entrañas en la Cripta Ducal de la Catedral de San Esteban.
- Emperatriz Margarita Teresa (1651-1673), infanta de España, hija del rey Felipe IV de España y de Mariana de Austria. Conocida por salir en el cuadro Las meninas. Sobrina y primera esposa del emperador Leopoldo I a la edad de 15 años, murió poco después de dar a luz a su último hijo. Su corazón está en la Herzgruft de la iglesia de los Agustinos y sus entrañas en la Cripta Ducal de la Catedral de San Esteban.
- Emperatriz María Leopoldina (1632-1649), archiduquesa de Austria y princesa del Tirol, segunda esposa del emperador Fernando III. Casada a los 16 años, murió al año siguiente durante el parto del archiduque Carlos José.
- María Ana de Austria (1606-1646), infanta de España y emperatriz, hija del rey Felipe III de España y de Margarita de Austria. Fue la primera mujer del emperador Fernando III y madre de Fernando IV de Hungría, de la reina de España Mariana de Austria, mujer de su tio Felipe IV y madre de Carlos II y de la emperatriz Margarita Teresa, y del emperador Leopoldo I. Murió poco después de su último parto.
- Archiduquesa María (1646), hija del emperador Fernando III y de la emperatriz María Ana, murió poco después del parto. Descansa en el mismo sarcófago que su madre.
- Archiduquesa María Amalia (1724-1730), hija del emperador Carlos VI y de Isabel Cristina de Brunswick. Sus entrañas están en la Cripta Ducal de la Catedral de San Esteban.
- Urna con el corazón de la emperatriz Claudia Felicidad (1653-1676), archiduquesa de Austria y princesa del Tirol, segunda mujer del emperador Leopoldo I. Su cuerpo está vestido, por petición propia, con el hábito de monja dominica y enterrado al lado de su madre Ana de Medíci, en la iglesia de los Dominicos. Su entrañas están en la Cripta Ducal de la Catedral de San Esteban.

A lo largo de la pared sur, de este a oeste:
- Archiduquesa María Teresa (1684-1696), hija del emperador Leopoldo I y de Leonor Magdalena del Palatinado-Neoburgo. Su corazón está en la Herzgruft de la iglesia de los Agustinos y sus entrañas en la Cripta Ducal de la Catedral de San Esteban.
- Archiduque Leopoldo José (1682-1684), hijo del emperador Leopoldo I y de Leonor Magdalena del Palatinado-Neoburgo.

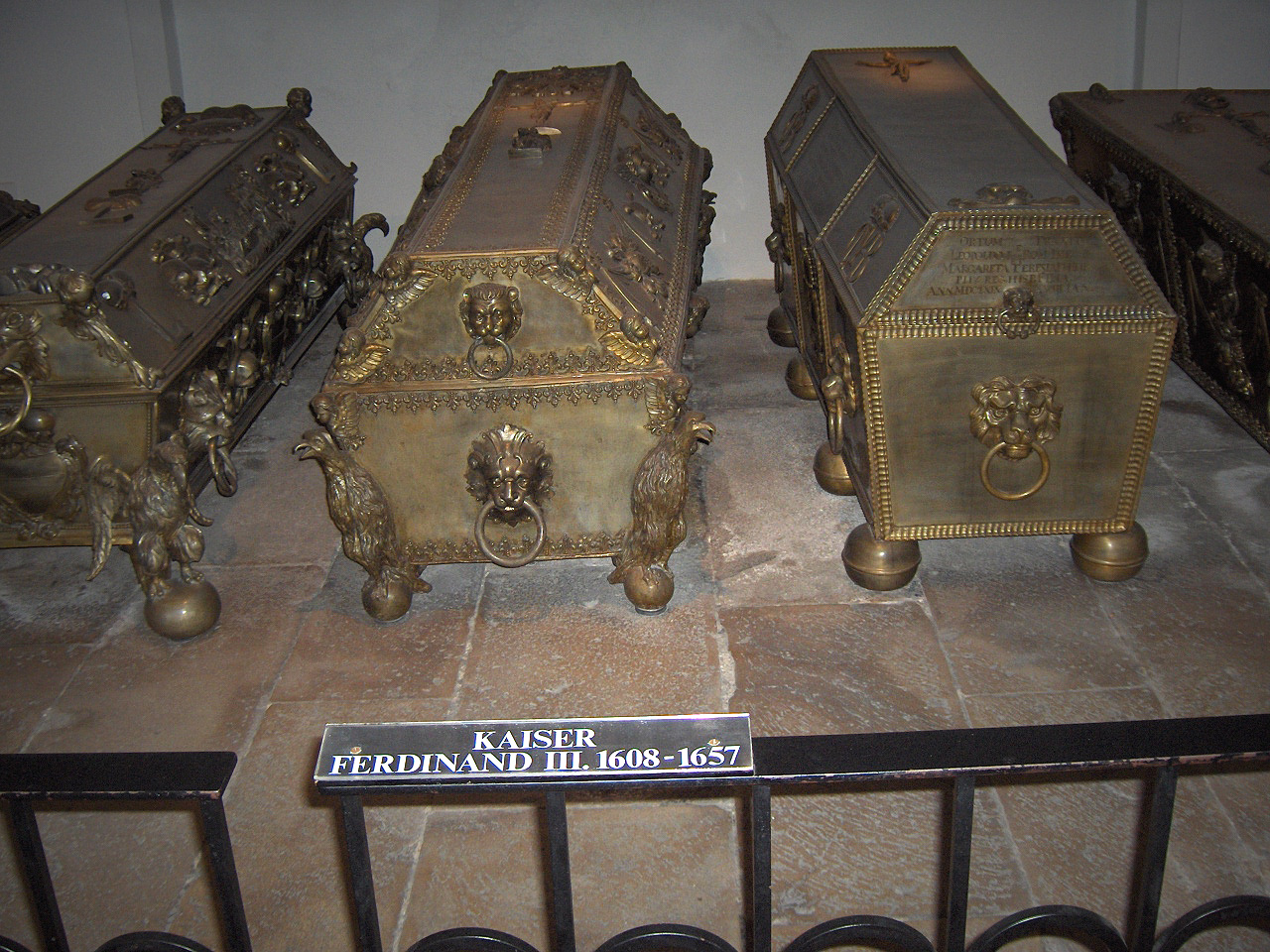
El sencillo sarcófago del emperador Fernando III.

- Emperador Fernando III (1608-1657), hijo del emperador Fernando II y de su primera esposa, María Ana de Baviera. A la muerte de su padre (1637), subió al trono imperial. En 1625 ya había sido coronado Rey de Hungría, en 1627 de Bohemia y Rey de Romanos en 1636. Nueve de sus hijos están enterrados aquí. Sus entrañas se encuentran en la Cripta Ducal de la Catedral de San Esteban.
- Archiduquesa María Antonia de Austria (1669-1662), electora de Baviera, hija del emperador Leopoldo I y de la emperatriz Margarita Teresa. Se casó con el Elector Maximiliano II Manuel de Baviera, con quien tuvo a José Fernando de Baviera, candidato elegido por Carlos II de España para sucederle en el trono y cuya muerte desencadenó la guerra de sucesión española, murió casi dos meses después de dicho parto. Su corazón está en la Herzgruft de la iglesia de los Agustinos y sus entrañas en la Cripta Ducal de la Catedral de San Esteban.
- Rey de Romanos Fernando IV (1633-1654), hijo primogénito del emperador Fernando III y de su primera esposa, María Ana de Austria. Fue coronado Rey de Bohemia en 1646, Rey de Hungría en 1647 y elegido Rey de Romanos el 31 de mayo de 1653, y coronado en Ratisbona el 18 de junio del mismo año. Murió en la capital austríaca, antes que su padre, sobreviviéndole su hermano pequeño, el futuro Leopoldo I. Su corazón está en la Herzgruft de la iglesia de los Agustinos y sus entrañas en la Cripta Ducal de la Catedral de San Esteban. Con él se inició la tradición de enterrar diferentes partes del cuerpo de los difuntos en tres iglesias diferentes de Viena.
- Archiduque Leopoldo Juan (13 de abril - 4 de noviembre de 1716), hijo del emperador Carlos VI y de Isabel Cristina de Brunswick. Su muerte condujo más tarde a la guerra de sucesión austriaca porque su padre no tenía ningún otro heredero varón. Sus entrañas se encuentran en la Cripta Ducal de la Catedral de San Esteban.
- Archiduquesa María Magdalena (1689-1743), hija soltera del emperador Leopoldo I y de Leonor Magdalena del Palatinado-Neoburgo.
- Leonor Magdalena del Palatinado-Neoburgo (1655-1720), emperatriz, tercera mujer del emperador Leopoldo I y madre de los emperadores José I y Carlos VI. Originalmente descansaba en un simple ataúd de madera, más adelante y por orden de su nieta María Teresa fue trasladada a otro más lujoso.

### Bóveda Carolina
La primera parte de la Karlsgruft fue construida en 1710 por el emperador José I. En 1720 fue ampliada por el arquitecto Juan Lucas de Hildebrandt a las órdenes del emperador Carlos VI y abriga 8 sarcófagos:
A lo largo de la pared sur, de izquierda a derecha:
- Emperador Leopoldo I (1640-1705), hijo del emperador Fernando III y de su primera esposa, María Ana de Austria, y padre de los emperadores José I y Carlos VI. Rechazó los intentos otomanos por conquistar Europa en el Segundo Sitio de Viena. Construyó la Sala Leopoldina del Palacio Imperial de Hofburg, usada hoy como oficina del presidente de Austria. Murió a la edad de 65 años después de un reinado de 48 años. Sus tres mujeres y 16 de sus hijos están enterrados aquí.
- Archiduquesa María Isabel (1680-1741), hija del emperador Leopoldo I y de su tercera esposa, Leonor Magdalena del Palatinado-Neoburgo. Soltera, fue gobernadora de los Países Bajos Austríacos desde 1724 hasta su muerte, cuando contaba con 61 años de edad. Inicialmente fue enterrada en la Catedral de San Miguel y Santa Gúdula de Bruselas, pero fue trasladada aquí por orden de su sobrina María Teresa ocho años más tarde. Su corazón se encuentra en la Herzgruft de la iglesia de los Agustinos y sus entrañas en la Cripta Ducal de la Catedral de San Esteban.
- Archiduquesa María Ana (1718-1744), princesa de Lorena, hija del emperador Carlos VI y de Isabel Cristina de Brunswick y hermana de la emperatriz María Teresa. Se casó con el príncipe Carlos Alejandro de Lorena, hermano del marido de la emperatriz María Teresa I, el emperador Francisco de Lorena. Juntos gobernaron los Países Bajos Austríacos. Murió por consecuencia del parto en Bruselas a la edad de 26 años, desde dónde su cuerpo fue trasladado aquí por orden de su hermana. Su corazón se encuentra en la Herzgruft de la Iglesia de los Agustinos y sus entrañas en la Cripta Ducal de la Catedral de San Esteban.

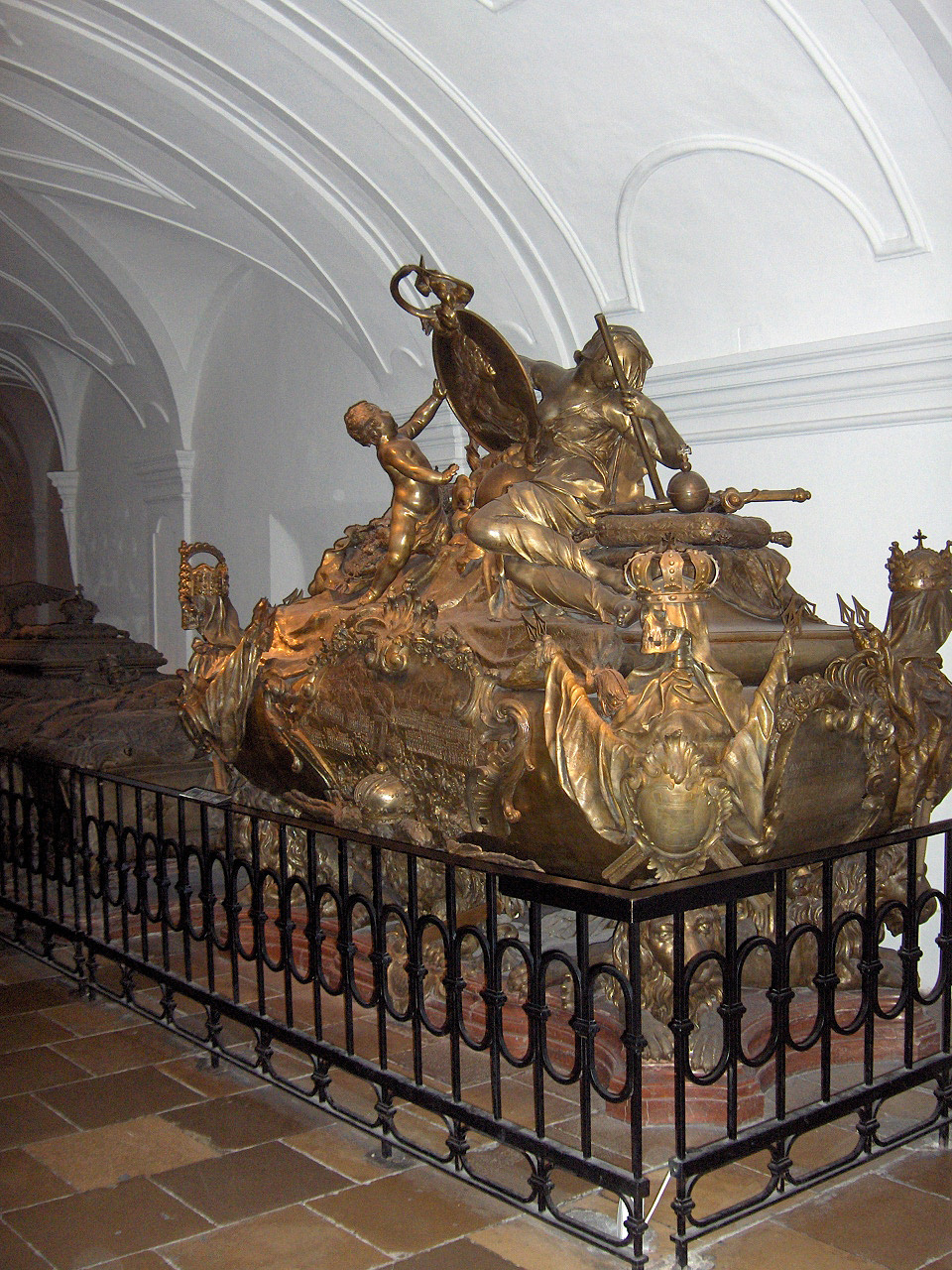
Sarcófago del emperador Carlos VI, uno de los más impresionantes.

- Emperador Carlos VI (1685-1740), el hijo varón más joven del emperador Leopoldo I y de Leonor Magdalena del Palatinado-Neoburgo. Tras la muerte sin descendencia de Carlos II de España, se convirtió en el pretendiente austríaco al trono hispánico frente al borbónico Felipe de Anjou con el nombre de Carlos III. El archiduque Carlos fue aclamado rey de la monarquía española el 12 de febrero de 1703 en la Corte imperial vienesa, Leopoldo I y su hijo primogénito José firmaron los actos de cesión de sus derechos a la Corona de España a favor del serenísimo archiduque. En 1705 llegaba a Barcelona, iniciándose formalmente su reinado en España y desencadenando abiertamente la guerra de sucesión española. Carlos permaneció en España junto a su mujer, Isabel Cristina de Brunswick, hasta 1711, cuando la repentina muerte de su hermano, el emperador José I, le obligó a regresar al Imperio para ser coronado como nuevo emperador del Sacro Imperio Romano Germánico. Este hecho dio fin al conflicto sucesorio español y a la renuncia de Carlos al trono hispánico en favor de Felipe V de España a cambio de los Países Bajos Españoles, el Milanesado, Nápoles y Cerdeña (tratados de Utrecht y Rastadt). Si la guerra terminaba con las paces de Utrecht-Rastadt en 1713-1714 y con la rendición de Barcelona a las tropas borbónicas el 11 de septiembre de 1714, la paz no se firmó hasta 1725 entre los dos pretendientes a la Corona de España, Felipe V y el ahora emperador Carlos VI. Trajo a Viena la Escuela Española de Equitación y construyó el magnífico pasillo usado hoy por ella. Al carecer de herederos varones, promulgó la Pragmática Sanción para asegurar la sucesión en su hija María Teresa, hecho que posteriormente daría lugar a la guerra de sucesión austríaca. Bajo su reinado, la monarquía austríaca alcanzó su máxima expansión. Murió de indigestión a la edad de 55 años, después de reinar durante 29 años. Su corazón está en una urna en la Herzgruft de la iglesia de los Agustinos y sus entrañas se encuentran en la Cripta Ducal de la Catedral de San Esteban. Su tumba es una de las más notables, con una calavera en cada esquina que llevan las coronas distintivas de sus principales reinos (el Imperio, Bohemia, Hungría y Austria).

A lo largo de la pared norte, de izquierda a derecha:
- Isabel Cristina de Brunswick, emperatriz (1691-1750), mujer del emperador Carlos VI]] y madre de la emperatriz María Teresa. Tras una notable actuación durante su regencia en Barcelona en medio de la guerra de sucesión española, paso el resto de su vida en Viena, en soledad, infeliz y con reproches por no haber producido un heredero varón sobreviviente. Murió a la edad de 59 años de insuficiencia cardíaca tras años de mala salud, su sarcófago es el más temprano de los hechos por Baltasar Fernando Moll. Su corazón se encuentra en la Herzgruft de la iglesia de los Agustinos y sus entrañas en la Cripta Ducal de la Catedral de San Esteban.

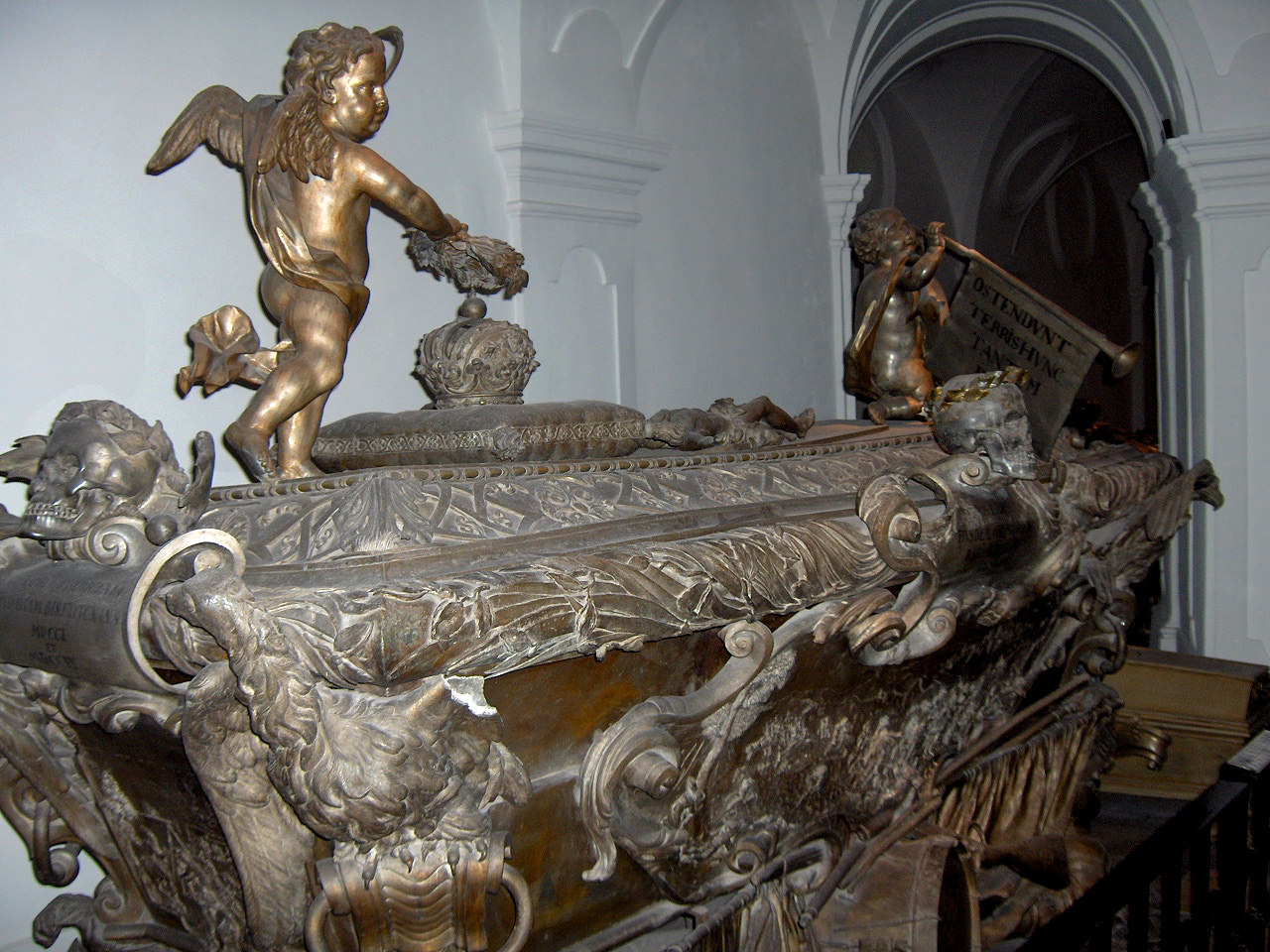
Sarcófago del emperador José I.

- Emperador José I (1678-1711), hijo del emperador Leopoldo I y de Leonor Magdalena del Palatinado-Neoburgo. Aliado con los británicos durante la guerra de sucesión española, donde su gran general Eugenio de Saboya trabajó con el Duque de Marlborough para conseguir el trono de España para su hermano Carlos. Murió sin heredero tras 6 años de reinado víctima de viruela, sucediéndole su hermano Carlos, lo cual dio fin a la guerra de sucesión española. Su corazón se halla en una urna en la Herzgruft de la iglesia de los Agustinos y sus entrañas en la Cripta Ducal de la Catedral de San Esteban.
- Urna con el corazón de Guillermina Amalia de Brunswick-Luneburgo (1673-1742), emperatriz, esposa del emperador José I. Fundó el Convento de las Salesas de Viena en 1712 para educar a mujeres jóvenes y pasó la mayor parte de su tiempo allí. Murió a la edad de 69 años de un edema. Su cuerpo vestido con hábito de monja, descansa en un simple sarcófago de piedra en la cripta bajo el altar mayor de la iglesia del Convento de las Salesas de Viena.
- Archiduque Leopoldo José (1700-1701), hijo del emperador José I y de Guillermina Amalia de Brunswick-Luneburgo. Sus entrañas están en la Cripta Ducal de la Catedral de San Esteban.

### Bóveda de María Teresa
Las tres bóvedas de la Cripta Imperial albergaban 44 cuerpos más las urnas con los corazones de otras dos personas cuando la emperatriz María Teresa mandó construir la Maria Theresien Gruft en 1754. Está en la parte trasera de la Iglesia de los Capuchinos que se encuentra en la parte superior, extendiéndose hacia el patio del monasterio y contiene las tumbas de 16 personas:
En el arco de la entrada:
- Emperador José II (1741-1790), hijo de la emperatriz María Teresa I y del emperador Francisco de Lorena. Conocido como el "emperador del pueblo", intentó modernizar, impulsar y racionalizar el funcionamiento de la administración con un programa de reformas destinadas a construir un Estado unitario centralizado con el alemán como lengua administrativa. Se le considera uno de los representantes del despotismo ilustrado, gobernó apoyado e influido por su canciller de Estado Kaunitz. Una de sus reformas fue la prohibición de embalsamar el cuerpo de los difuntos y de realizar entierros fastuosos. Murió de tuberculosis poco antes de cumplir 49 años. De acuerdo con su edicto, su cuerpo se encuentra sin embalsamar e intacto dentro de una simple sarcófago de cobre estando situado frente al de sus padres. Sus dos mujeres y dos hijas están enterradas en esta bóveda.

En una pequeña cámara al lado de la tumba del emperador José II:
- Condesa Carolina de Fuchs-Mollard (1681-1754), fue institutriz de la emperatriz María Teresa, sus hermanas y sus hijos. La inscripción de gratitud sobre la tapa del sarcófago está firmada por la emperatriz, quien ordenó su entierro con la familia imperial (aunque no tuviera ni sangre real, ni conexión matrimonial con los Habsburgo). Murió a la edad de 73 años.

En el centro de la bóveda, de izquierda a derecha:

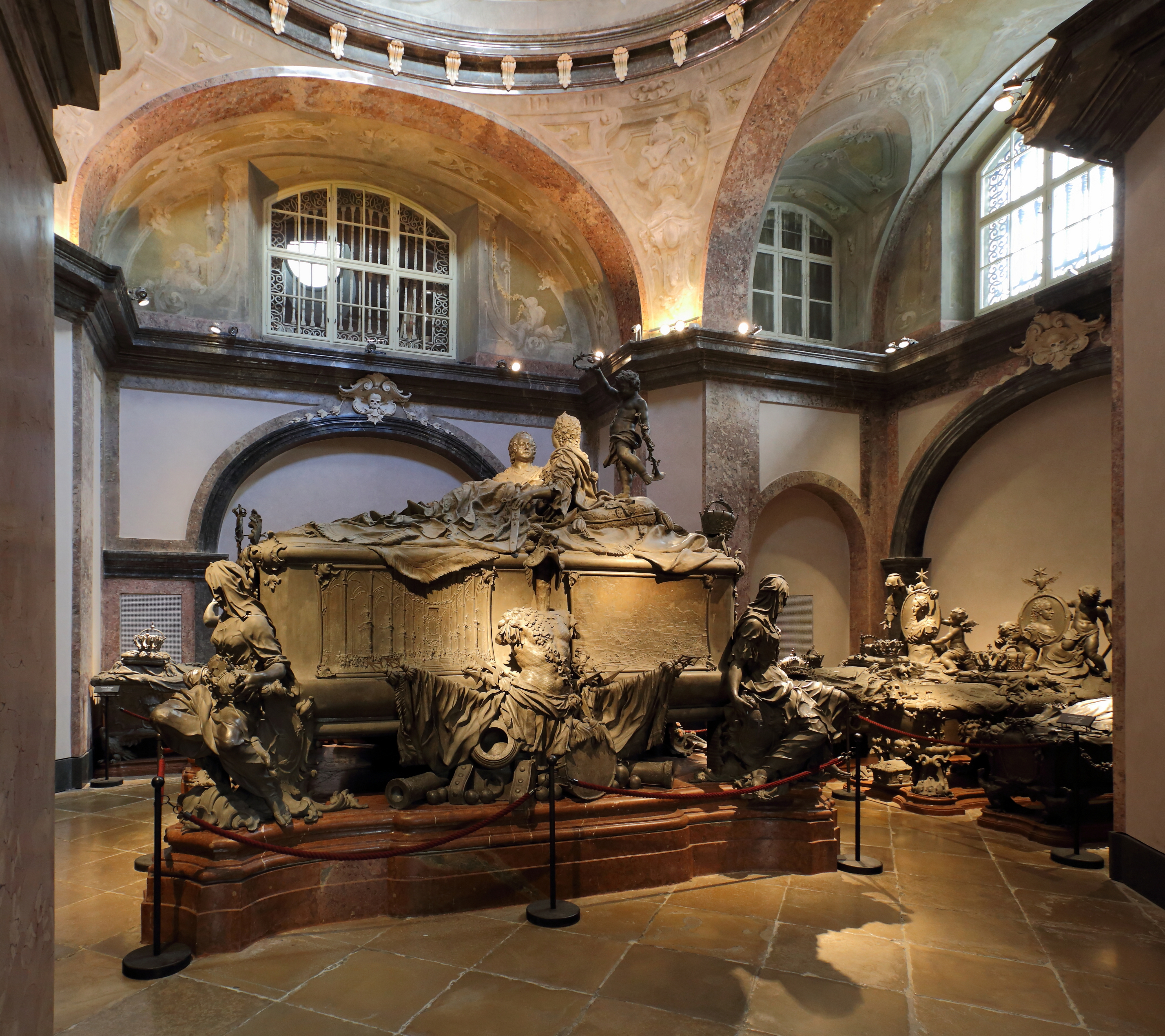
Doble sarcófago de la emperatriz María Teresa I y su marido, el emperador Francisco de Lorena, obra de Baltasar Fernando Moll.

- Emperatriz María Teresa I (1717-1780), hija del emperador Carlos VI y de Isabel Cristina de Brunswick. Se casó con Francisco Esteban de Lorena en 1736. A la muerte de su padre (1740), heredó el trono imperial en virtud de la Pragmática Sanción. La mayor parte de los países europeos habían reconocido esta sucesión, que declaraba indivisibles los territorios de la Casa de Austria. Sin embargo, esta situación cambió a la muerte de Carlos. Federico II el Grande aprovechó la circunstancia para atacar a Austria y arrebatarle Silesia. A su vez, Carlos Alberto de Baviera le arrebató la corona imperial (1742-1745), desencadenando la guerra de Sucesión Austríaca (1740-1748). María Teresa salvaguardó tras el Tratado de Aquisgrán el grueso de sus territorios y la corona imperial para su esposo, Francisco de Lorena, aunque en la práctica fue ella quien ocupó el poder. María Teresa reorganizó sus reinos introduciendo reformas propias del despotismo ilustrado, modernizó el ejército, sometió los poderes locales al gobierno central, impulsó las ciencias y las artes y limitó la influencia de la Iglesia católica. Moravia y Bohemia fueron unificadas con Austria, pero no Hungría, donde María Teresa realizó concesiones a la nobleza, a cambio de la ayuda que le había prestado durante la guerra. Murió de neumonía tras 40 años de reinado. Su corazón está en la Herzgruft de la iglesia de los Agustinos.
- Emperador Francisco I (1708-1765), hijo del duque Leopoldo I de Lorena y de Isabel Carlota de Orleans, hija del duque Felipe I de Orleans. Fundó la rama Habsburgo-Lorena. Fue duque de Lorena y gran duque de Toscana y se casó con la emperatriz María Teresa I. Aunque emperador, prefirió dedicarse a sus actividades filantrópicas y de coleccionismo, dejándole todo el poder a su esposa.

Murió a los 56 años de edad de un accidente cerebrovascular después de haber reinado nominalmente durante 25 años. Su corazón está en la Herzgruft de la iglesia de los Agustinos.
El doble sarcófago de la emperatriz María Teresa y su marido Francisco de Lorena, obra de Baltasar Fernando Moll, es probablemente el más importante, artísticamente hablando, de toda la Cripta Imperial.
En una pequeña cámara inmediatamente al sur de la tumba de José II:
- Archiduquesa María Carolina (17 de septiembre de 1748), hija nacida muerta de los emperadores Francisco I y María Teresa.

A lo largo de la pared sur, los hijos de los emperadores Francisco de Lorena y María Teresa. De izquierda a derecha:
- Archiduque Carlos José (1745-1761), segundo hijo de los emperadores Francisco I y María Teresa. Favorito de sus padres, tuvo una pésima relación con su hermano José. Murió de viruela poco antes de cumplir 16 años. Su corazón está en la Herzgruft de la iglesia de los Agustinos.
- Archiduquesa María Juana Gabriela (1750-1762), octava hija de los emperadores Francisco II y María Teresa. Murió de viruela a los 12 años y tras un corto compromiso con el rey Fernando I de las Dos Sicilias. Su corazón está en la Herzgruft de la iglesia de los Agustinos.
- Archiduquesa María Josefa (1751-1767), novena hija de los emperadores Francisco I y María Teresa. Prometida con el antiguo prometido de su hermana, el rey Fernando I de las Dos Sicilias quedó disgustada por esto, murió de viruela a los 16 años poco antes de partir hacía Nápoles para casarse.

En la curva sudoeste:
- Princesa anónima (1744), hija del príncipe Carlos Alejandro de Lorena y de la archiduquesa María Ana, hermana de la emperatriz María Teresa, murió poco después de nacer, trasladada aquí por orden de su tía.

A lo largo de la pared oeste, principalmente la familia del emperador José II. De izquierda a derecha:
- Archiduquesa María Isabel (1737-1740), hija mayor de los emperadores Francisco I y María Teresa. Su corazón y entrañas están en la Cripta Ducal de la Catedral de San Esteban.
- Princesa María Josefa de Baviera (1739-1767), emperatriz y segunda mujer del emperador José II. Era hija del único emperador no Habsburgo desde 1438, Carlos VII, y de la archiduquesa María Amelia de Austria, hija del emperador José I. Murió víctima de una agresiva viruela tras dos años de infeliz matrimonio. Su cuerpo no fue embalsamado, siendo colocado intacto en su sarcófago. Su marido demostró escaso afecto por ella, hasta el punto de ni siquiera asistir a su entierro.
- Isabel de Borbón-Parma (1741-1763), infanta de España, princesa de Parma y archiduquesa de Austria, primera mujer del emperador José II. Hija del duque Felipe I de Parma (hijo del rey Felipe V de España) y de Luisa Isabel de Francia (hija del rey Luis XV de Francia). Enormemente querida por su marido, aunque ella misma con depresión e infelicidad, a la edad de 21 años contrajo la viruela durante su segundo embarazo y murió 5 días después del parto. Por orden de su marido, su cuerpo tampoco fue embalsamado, siendo colocado intacto en su sarcófago.
- Archiduquesa María Cristina (22 de noviembre de 1763), segunda hija nacida muerta del emperador José II y de su primera esposa, Isabel de Borbón-Parma. Su cuerpo descansa bajo el de su madre.
- Archiduquesa María Teresa (1762-1770), hija mayor del emperador José II y de su primera esposa, Isabel de Borbón-Parma. Murió víctima de fiebre a los 8 años, devastando a su padre, quién no volvería ser el mismo.
- Archiduquesa María Carolina (1740-1741), tercera hija de los emperadores Francisco I y María Teresa. Su corazón y entrañas están en la Cripta Ducal de la Catedral de San Esteban

Al lado de la entrada a la bóveda de Francisco, sobre la pared norte:
- Archiduquesa y Princesa María Teresa de Sajonia-Teschen (16 - 17 de mayo de 1767), única hija del duque Alberto de Sajonia-Teschen y de la archiduquesa María Cristina. Única hija de sus padres, los cuáles no volverían a tener más hijos.

### Bóveda de Francisco II
En 1824 las cuatro bóvedas de la Cripta Imperial albergaban 78 cuerpos y las urnas con los corazones de otras tres personas. En aquel año, el emperador Francisco II ordenó la construcción de una nueva bóveda octogonal, la Franzensgruft, uniéndola al ala derecha de la bóveda de María Teresa. La bóveda responde al estilo Biedermeier imperante en la época, así como los cinco sarcófagos que se encuentran dentro de ella.
- Emperador Francisco II (1768-1835), el hijo mayor del emperador Leopoldo II y de la infanta María Luisa de España. Fue el último emperador del Sacro Imperio Romano Germánico tras la disolución de éste por Napoleón Bonaparte, a consecuencia de la derrota de la Tercera Coalición en la Batalla de Austerlitz, y el primer emperador de Austria con el nombre de Francisco I. Fue uno de los principales opositores a la Francia napoleónica, pero sus numerosas derrotas le obligaron incluso a entregar en matrimonio a su hija María Luisa a Napoleón, pero tras la derrota de este, gracias a la excelente gestión de Clemente de Metternich en el Congreso de Viena, pudo recuperar todos los territorios perdidos desde la Revolución francesa (excepto Bélgica, que se unió a los Países Bajos) y conservar Venecia. Murió a los 67 años de edad tras un reinado de 43. Su corazón está en la Herzgruft de la iglesia de los Agustinos.

En las esquinas, en el sentido de las agujas del reloj, comenzando por la izquierda:
- Duquesa Isabel Guillermina de Wurtemberg (1767-1790), archiduquesa de Austria, primera mujer del emperador Francisco II, con quién tuvo un matrimonio breve pero feliz. Murió a los 22 años, un día después de dar a luz a la archiduquesa Luisa Isabel y dos días antes del emperador José lI.
- Princesa María Teresa de Borbón-Dos Sicilias (1772-1807), emperatriz, segunda mujer del emperador Francisco II. Fue madre de la emperatriz de Francia María Luisa (segunda esposa de Napoleón), de la emperatriz de Brasil María Leopoldina (esposa de Pedro I de Brasil y IV de Portugal) y del emperador Fernando I de Austria. Murió a los 34 años, pocos días después de dar a luz prematuramente a la archiduquesa Amalia Teresa. Su corazón está en la Herzgruft de la iglesia de los Agustinos.
- María Luisa de Austria-Este (1787-1816), archiduquesa de Austria-Este y princesa de Módena, tercera mujer del emperador Francisco I de Austria. Querida por sus hijastros, fue la anfitriona en el Congreso de Viena. Murió de tuberculosis a los 28 años. Su corazón está en la Herzgruft de la iglesia de los Agustinos.
- Princesa Carolina Augusta de Baviera (1792-1873), emperatriz, cuarta mujer del ya emperador de Austria, Francisco I. No participó en la política, dedicándose a obras de caridad. Murió a los 81 años de edad, tras sobrevivir casi 40 años a su marido.

Hasta 1940, esta bóveda también albergaba el cuerpo de un nieto del emperador Francisco II, Francisco José Carlos Bonaparte, duque de Reichstadt, más conocido como Napoleón II, cuando Adolfo Hitler ordenó su traslado a Los Inválidos de París. No obstante, su corazón todavía se halla en la Herzgruft de la iglesia de los Agustinos y sus entrañas en la Cripta Ducal de la Catedral de San Esteban.

### Bóveda Fernandina
La Ferdinandsgruft fue construida en 1842, junto con la bóveda toscana, en conjunción con la reconstrucción del monasterio de la parte superior. Aunque el visitante vea un espacio casi vacío con solo dos sarcófagos, esta bóveda contienen en realidad una cuarta parte de los cuerpos de la Cripta Imperial, situados entre las pilastras.

#### Sala principal

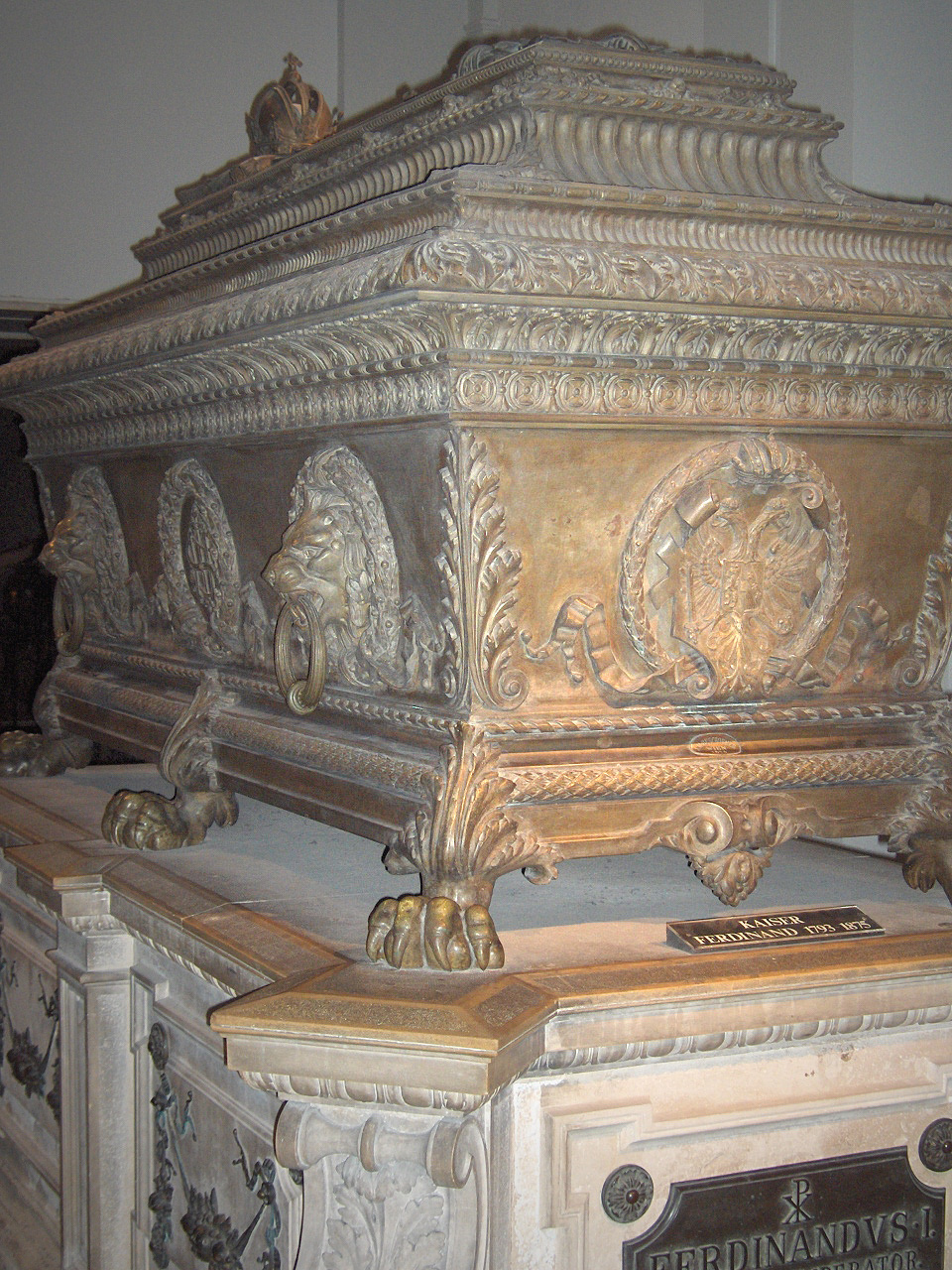
Sarcófago del emperador Fernando I de Austria.

- Emperador Fernando I de Austria (1793-1875), hijo del emperador Francisco I de Austria y de su segunda esposa, María Teresa de Borbón-Dos Sicilias, fue el segundo emperador de Austria (1835-1848). Contó con la regencia secreta de un consejo a causa de su discapacidad mental por decisión del canciller Metternich, que ejercía realmente el poder, para evitar que la declaración de incapacidad pudiese ser otro factor que pusiese en riesgo el absolutismo. A pesar de ello, tras la Revolución de 1848, que se saldó con la caída de Metternich, se le obligó a abdicar en su sobrino el archiduque Francisco José. Vivió el resto de su vida en el Castillo de Praga, donde murió a los 82 años. Su corazón está en la Herzgruft de la iglesia de los Agustinos.
- María Ana de Cerdeña (1803-1884), princesa de Saboya y emperatriz, hija del rey Víctor Manuel I de Cerdeña y mujer del emperador Fernando I de Austria. El matrimonio no tuvo descendencia. Tras la abdicación de su esposo vivió con él en el Castillo de Praga, donde murió a los 81 años.

#### Muro sudoeste
Nueve tumbas, sobre todo de jóvenes:
- Archiduque Alejandro Leopoldo (1772-1795), nadór de Hungría, cuarto hijo del emperador Leopoldo II y la infanta María Luisa de España. Murió poco antes de cumplir 23 años víctima de un terrible accidente. Su corazón está en la Herzgruft de la iglesia de los Agustinos.
- Archiduquesa María Amalia (1780-1798), hija del emperador Leopoldo II y la infanta María Luisa de España. Murió a los 18 años de tuberculosis. Su corazón está en la Herzgruft de la iglesia de los Agustinos.
- Archiduquesa Luisa Isabel (1790-1791), hija del emperador Francisco II y de su primera esposa, la duquesa Isabel Guillermina de Wurtemberg. Su nacimiento fue duro, teniendo secuelas físicas por el uso de los fórceps, muriendo a los 16 meses. Su corazón está en la Herzgruft de la iglesia de los Agustinos.
- Archiduquesa María Leonor de Austria-Teschen (19 de noviembre - 9 de diciembre de 1864), hija del archiduque Carlos Fernando, hijo del archiduque Carlos de Austria-Teschen, vencedor de la Batalla de Aspern-Essling.
- Archiduque Francisco José de Austria-Teschen (5 - 13 de marzo de 1855), primer hijo varón del archiduque Carlos Fernando, hijo del archiduque Carlos de Austria-Teschen.
- Archiduque José Francisco Leopoldo (1799-1807), segundo hijo del emperador Francisco II y de su segunda esposa, María Teresa de las Borbón-Dos Sicilias. Murió a los 8 años, poco después que su madre. Su corazón está en la Herzgruft de la iglesia de los Agustinos.
- Archiduque Leopoldo (1823-1898), primer hijo del archiduque Rainiero, hijo del emperador Leopoldo II y la infanta María Luisa de España que fue virrey del Reino de Lombardía-Venecia desde 1818 hasta 1848, y de Isabel de Saboya-Carignano, hermana del rey Carlos Alberto de Cerdeña. Nunca se casó ni tuvo hijos.
- Archiduque Juan Nepomuceno (1805-1809), cuarto hijo del emperador Francisco II y de su segunda esposa, María Teresa de Borbón-Dos Sicilias. Su corazón está en la Herzgruft de la iglesia de los Agustinos.
- Archiduque Roberto Fernando (1885-1895), príncipe de Toscana, hijo del gran duque Fernando IV de Toscana y de la princesa Alicia de Borbón-Parma. El fue el único de todos los hijos de sus padres en morir en la infancia.

#### Muro sudeste
- Archiduquesa María Antonia (1858-1883), princesa de Toscana y escritora, hija del gran duque Fernando IV de Toscana y de su primera esposa, la princesa Ana de Sajonia, hija del rey Juan I de Sajonia. Nunca se casó ni tuvo hijos. Fue abadesa de la Institución de Damas Nobles del Castillo de Praga. Murió a los 25 años de tuberculosis.
- Archiduquesa María Ana Carolina (1835-1840), hija del archiduque Francisco Carlos, hijo del emperador Francisco I de Austria, y de la princesa Sofía de Baviera, hija del rey Maximiliano I de Baviera. María Ana era además hermana del emperador Francisco José I y de Maximiliano I de México. Su muerte debido a la epilepsia afectó mucho a su madre, quién la adoraba.
- Archiduquesa María Carolina (1821-1844), hija del archiduque Rainiero y de la princesa Isabel de Saboya-Carignano. Murió prematuramente poco antes de casarse con el príncipe Luis de Saboya-Villafranca.
- Archiduque Fernando Salvador (1888-1891), príncipe de Toscana, hijo del archiduque Carlos Salvador, hijo del gran duque Leopoldo II de Toscana y de la princesa María Inmaculada de Borbón-Dos Sicilias.
- Archiduque Rainiero Salvador (1880-1889), príncipe de Toscana, hijo del archiduque Carlos Salvador, hijo del gran duque Leopoldo II de Toscana y de la princesa María Inmaculada de Borbón-Dos Sicilias.
- Archiduquesa Sofía (1855-1857), hija del emperador Francisco José I y de la duquesa Isabel en Baviera (Sisi). Murió de tifus durante una visita con sus padres y hermana a Hungría, algo que marco de por vida a su madre.
- Archiduquesa Carolina Fernanda (1793-1802), Princesa de Toscana, hija del gran duque Fernando III de Toscana y de la princesa Luisa de Borbón-Dos Sicilias. Su corazón está en la Herzgruft de la iglesia de los Agustinos.

#### Muro noroeste
Ocho tumbas que contienen nueve cuerpos:
- Archiduquesa Natalia María Teresa (1884-1898), cuarta hija del archiduque Federico de Austria-Teschen (segundo hijo del archiduque Carlos Fernando) y de la princesa Isabel de Croÿ.
- Archiduquesa Estefanía María Isabel (1886-1890), quinta hija del archiduque Federico de Austria-Teschen (segundo hijo del archiduque Carlos Fernando) y de la princesa Isabel de Croÿ.
- Archiduquesa María Ana (1804-1858), hija del emperador Francisco I de Austria y de su segunda esposa, María Teresa de Borbón-Dos Sicilias. Soltera y afectada con deformidades a causa de la endogamia, vivió recluida durante toda su vida. Su corazón está en la Herzgruft de la iglesia de los Agustinos.
- Archiduquesa María Carolina (1825-1915), hija del archiduque Carlos de Austria-Teschen y mujer del archiduque Rainiero Fernando, hijo del archiduque Rainiero José, ambos fueron los miembros más populares de la familia imperial por su bondad y ayuda social. Murió a los 89 años, dos años después que su esposo.
- Princesa Luisa de Borbón-Dos Sicilias (1773-1802), gran duquesa de Toscana y archiduquesa de Austria, hija de la reina María Carolina de Nápoles y Sicilia. Fue la primera esposa del gran duque Fernando III de Toscana. Muerta durante un parto a los 29 años. Su corazón está en la Herzgruft de la iglesia de los Agustinos.
- Sin nombre (1802), hijo de la gran duquesa Luisa. Muerto durante el parto, descansa en el mismo sarcófago que su madre.
- Princesa María Antonieta de las Dos Sicilias (1814-1898), gran duquesa de Toscana y archiduquesa de Austria, segunda hija del rey Francisco I de las Dos Sicilias y la infanta María Isabel de España. Fue la segunda mujer del gran duque Leopoldo II de Toscana. Destronados en 1859, vivió el resto de su vida en el exilio, principalmente en Salzburgo.
- Princesa María Ana de Sajonia (1796-1865), gran duquesa de Toscana y archiduquesa de Austria, segunda mujer del gran duque Fernando III de Toscana. Al ser destronado su hijastro Leopoldo II en 1859, vivió el resto de su vida en el exilio, principalmente en Salzburgo. Su corazón está en la Herzgruft de la iglesia de los Agustinos.
- Archiduquesa Carolina Luisa Leopoldina (1795-1799), cuarta hija del emperador Francisco II y de su segunda esposa, María Teresa de Borbón-Dos Sicilias. Su corazón está en la Herzgruft de la iglesia de los Agustinos.

#### Muro noreste
Trece tumbas, principalmente de los miembros de la línea toscana:
- Archiduque Alberto Salvador (1871-1896), Príncipe de Toscana, hijo del archiduque Carlos Salvador y de la princesa María Inmaculada de Borbón-Dos Sicilias.
- Princesa María Inmaculada de Borbón-Dos Sicilias (1844-1899), archiduquesa de Austria y princesa de Toscana, mujer del archiduque Carlos Salvador.
- Archiduque Carlos Salvador (1839-1892), príncipe de Toscana, hijo del gran duque Leopoldo II de Toscana y de María Antonieta de Borbón-Dos Sicilias (segunda hija de Francisco I de las Dos Sicilias y la infanta María Isabel de España). Se casó con María Inmaculada de Borbón-Dos Sicilias y entre sus hijos figura Francisco Salvador, que se casó con la archiduquesa María Valeria, hija del emperador Francisco José I.
- Urna con las cenizas del archiduque Leopoldo María Alfonso (1897-1958), príncipe de Toscana, segundo hijo del archiduque Leopoldo Salvador, príncipe de Toscana, y de la infanta española Blanca de Borbón. Fue la última persona a la que su tío Francisco José I concedió el Toisón de Oro. Destacó como oficial en la Batalla de Medeazza, cerca de Trieste, durante la Primera Guerra Mundial. A través de su madre y tras la muerte en 1931 de su primo Jaime de Borbón y Borbón-Parma, se convirtió en el heredero carlista al trono de España para un sector del carlismo, pero habiendo dejado su estado aristocrático debido a su matrimonio morganático en 1919, renunció a sus derechos en favor de su hermano más joven, el archiduque Carlos Pío, aunque los volvió a asumir a la muerte de este en 1953. Conocido tras su matrimonio morganático como "Señor Leopoldo Lorena", en 1927 abandonó Austria y emigró a los Estados Unidos, donde trató de hacer carrera en Hollywood, desempeñando varios papeles menores en películas. Se trasladó a Willimantic, en Connecticut, donde se alojó en una pequeña casa con su segunda esposa y allí pasó el resto de su vida como trabajador de una fábrica. En 1953 se naturalizó estadounidense.
- Archiduquesa María Antonia Inmaculada (1874-1891), princesa de Toscana, hija del archiduque Carlos Salvador y de la princesa María Inmaculada de Borbón-Dos Sicilias.
- Archiduque Ernesto (1824-1899), hijo del archiduque Rainiero y de Isabel de Saboya-Carignano. Se casó morganaticamente y tuvo una hija.
- Princesa Aldegunda de Baviera (1823-1914), archiduquesa de Austria y duquesa de Módena, mujer del archiduque Francisco V de Austria-Este, duque de Módena. Era hija del rey Luis I de Baviera. Tuvo una influencia destacable durante la regencia de su hermano Leopoldo de Baviera.
- Archiduquesa María Carolina Leopoldina (1794-1795), hija del emperador Francisco II y de su segunda esposa, María Teresa de Borbón-Dos Sicilias. Su corazón está enterrado en la Herzgruft de la iglesia de los Agustinos.
- Archiduquesa Amalia Teresa (6 - 9 de abril de 1807), hija del emperador Francisco II y de su segunda esposa, María Teresa de Borbón-Dos Sicilias, ambas murieron poco después del parto.
- Archiduquesa Enriqueta María (1884-1886), princesa

de Toscana, hija del archiduque Carlos Salvador y de la princesa María Inmaculada de Borbón-Dos Sicilias.
- Archiduque Luis Salvador (1847-1915), príncipe de Toscana, hijo del gran duque Leopoldo II de Toscana y de la princesa María Antonieta de Borbón-Dos Sicilias. Sociólogo y viajero por el Mediterráneo, reconocido en España por su investigación y apego a las Islas Baleares, viviendo ahí muchos años.
- Infanta María Teresa de Portugal (1855-1944), hija del rey Miguel I de Portugal y de Adelaida de Löwenstein-Wertheim-Rosenberg. A los 18 años se convirtió en la tercera esposa del ya dos veces viudo archiduque Carlos Luis, padre del archiduque Francisco Fernando de Austria, cuyo asesinato en Sarajevo precipitó la declaración de guerra de Austria contra Serbia que desencadenó la Primera Guerra Mundial. Durante los siete años que siguieron a la muerte de príncipe heredero Rodolfo y hasta su muerte en 1896, su marido se convirtió en el heredero forzoso y ella emprendió muchos de los deberes de representación descuidados por la emperatriz Sisi hasta que su hijastro Francisco Fernando contrajera matrimonio. Durante la Primera Guerra Mundial trabajó como enfermera y acompañó al último emperador, Carlos I, en su exilio a Madeira, pero volvió a Viena para vivir allí en la vejez.
- Archiduque José Fernando (1872-1942), príncipe de Toscana, era hijo del gran duque Fernando IV de Toscana y de segunda esposa, la princesa Alicia de Borbón-Parma, hija de Carlos III de Parma. Como su hermano mayor Leopoldo  Fernando renunció a sus derechos sucesorios, a la muerte de su padre en 1908 lo sucedió como jefe de la casa ducal de Toscana, el archiduque Leopoldo Salvador era muy aficionado a volar en globo, consiguiendo en una ocasión volar de Linz a Dieppe en solo 16 horas. Su interés en la aeronáutica le llevó a ponerse en contacto con el futuro jefe de la fuerza aérea alemana, Göring, que más tarde usó su influencia para liberar al archiduque del campo de concentración alemán en Dachau, en 1938, después de solo 80 días allí. Contrajo matrimonio morganático en dos ocasiones, por lo que su muerte fue sucedido en la jefatura por su hermano menor Pedro Fernando.

### Bóveda Toscana
La Toscanagruft fue construida en 1842 junto con la Bóveda fernandina. En aquel tiempo había 85 cuerpos más las urnas con el corazón de otras tres personas en las cinco bóvedas de la cripta.
La Bóveda toscana contuvo muchos más cuerpos que los que actualmente alberga (14 tumbas), ya que muchos de ellos fueron trasladados a la nueva bóveda incluida entre las pilastras de la bóveda fernandina durante la reforma de 1960. La bóveda posee 5 metros de ancho y 21 metros de largo.
La bóveda toma su nombre de los descendientes del gran duque Fernando III de Toscana, hijo del también gran duque de Toscana y emperador Leopoldo II (asimismo enterrado aquí).
En el arco de la Bóveda fernandina, de izquierda a derecha:
- Duque Alberto de Sajonia-Teschen (1738-1822), hijo del rey Augusto III de Polonia y de la archiduquesa María Josefa de Austria, hija del emperador José I. Marido de la archiduquesa María Cristina. La Albertina de Viena se ubica en su antiguo palacio y es por ello que recibe este nombre, ya que su colección de pinturas constituye lo que hoy es núcleo del museo. Después de la temprana muerte de su única hija, la pareja adoptó al archiduque Carlos de Austria-Teschen, vencedor de Aspern. Su corazón está en la Herzgruft de la iglesia de los Agustinos.
- Archiduquesa María Cristina ("Mimi") (1742-1798), duquesa de Teschen, fue la hija favorita de la emperatriz María Teresa I. Su madre detuvo todos los matrimonios arreglados hasta la muerte de su padre, el emperador Francisco de Lorena para que María Cristina pudiera casarse por amor en vez de por motivos de Estado, siendo la única de sus hijas a la que se lo permitió. Ella escogió al duque Alberto de Sajonia-Teschen. Postular fueron gobernadores de los Países Bajos Austríacos. Su corazón está en la Herzgruft de la iglesia de los Agustinos donde también hay un magnífico cenotafio de ella, hecho por su marido.
- Emperador Leopoldo II (1747-1792), tercer hijo de los emperadores Francisco de Lorena y María Teresa I. Pasó la mayor parte de su vida en Florencia como gran duque de Toscana, siendo nombrado emperador del Sacro Imperio Romano Germánico, rey de Hungría y de Bohemia a la muerte de su hermano José II. Se casó con la infanta María Luisa de España, hija de Carlos III de España. Murió repentinamente tras un corto reinado de dos años. Su corazón está en la Herzgruft de la iglesia de los Agustinos.
- Infanta María Luisa de España (1745-1792), Gran Duquesa de Toscana y Emperatriz, hija del rey Carlos III de España y de su esposa María Amalia de Sajonia. En un principio estuvo destinada a casarse con el archiduque Carlos José, segundo hijo de la emperatriz María Teresa, pero la muerte de este la llevó finalmente a casarse con el archiduque Leopoldo, futuro emperador Leopoldo II. El matrimonio tuvo 16 hijos, entre ellos el emperador Francisco I de Austria, el gran duque Fernando III de Toscana y el archiduque Carlos de Austria-Teschen. Murió dos meses después de su esposo, dejando hijos pequeños. Su corazón está en la Herzgruft de la iglesia de los Agustinos.

Detrás de ellos, de izquierda a derecha:
- Archiduque Fernando Carlos Antonio (1754-1806), cuarto hijo de los emperadores Francisco de Lorena y María Teresa I. Fue designado heredero del Ducado de Módena y Reggio, pero nunca llegó a reinar debido a las Guerras Napoleónicas. El último duque Este de Módena, Hércules III (quien no murió hasta 1803), firmó en 1763 un tratado con la emperatriz María Teresa para que su hijo Fernando de nueve años contrajera matrimonio con la única hija del duque, María Beatriz, convirtiéndolo así en su heredero. En 1771 el Reichstag Imperial aprobó la investidura de Fernando con los feudos imperiales poseídos por Hércules III. Fue gobernador de la Lombardía, de Milán y después de los Países Bajos Austríacos. Es el fundador de la Casa de Austria-Este. Su corazón está en la Herzgruft de la iglesia de los Agustinos.
- Princesa María Beatriz de Este (1750-1829), archiduquesa de Austria y duquesa de Massa y Carrara, hija del duque Hércules III de Módena y mujer del archiduque Fernando Carlos Antonio. Última representante de la familia Este.
- Archiduquesa María Carolina (1752-1814), reina de Nápoles y Sicilia, hija de los emperadores Francisco de Lorena y María Teresa. Se casó con el rey Fernando I de las Dos Sicilias, con quien tuvo 17 hijos. Tuvo una gran influencia en el gobierno napolitano, murió exiliada en Viena. Su corazón está en la Herzgruft de la iglesia de los Agustinos.

A la derecha del arco, a lo largo de la pared norte, de izquierda a derecha:
- Gran Duque Fernando IV de Toscana (1835-1908), archiduque de Austria, hijo del gran duque Leopoldo II de Toscana y de la princesa María Antonieta de Borbón-Dos Sicilias. Se convirtió en gran duque de Toscana en 1859 después de la abdicación de su padre, pero nunca llegó a reinar, siendo depuesto en 1860 cuando Toscana fue anexada a Italia. Se casó en dos ocasiones, primero con la princesa Ana de Sajonia y en segundas nupcias con la princesa Alicia de Borbón-Parma. Vivió el resto de su vida en el exilio, principalmente en Salzburgo.
- Gran Duque Leopoldo II de Toscana (1797-1870), archiduque de Austria, hijo del gran duque Fernando III de Toscana]] y de Luisa de Borbón-Dos Sicilias. Fue el último gran duque reinante de Toscana. Abdicó en favor de su hijo en 1859. Inicialmente enterrado en la Iglesia de los Santos Apóstoles en Roma, fue trasladado aquí en 1915.
- Archiduque Rainiero Fernando (1827-1913), hijo del archiduque Rainiero y de la princesa Isabel de Saboya-Carignano. Se casó con la archiduquesa María Carolina, hija del archiduque Carlos de Austria-Teschen. Fue un gran coleccionista de manuscritos antiguos y su colección de 100.000 piezas aproximadamente constituye el núcleo del Museo del Papiro de la Biblioteca Nacional Austriaca. Fue con su esposa el miembro más popular de la familia imperial por su bondad y ayuda social.

A la izquierda del arco, a lo largo de la pared oeste, de izquierda a derecha:
- Archiduque Fernando Carlos José de Habsburgo-Este (1781-1850), hijo del archiduque Fernando Carlos y de María Beatriz de Este. Comandante militar durante las Guerras Napoleónicas. Nunca se casó ni tuvo hijos. Su corazón está en la Herzgruft de la iglesia de los Agustinos.
- Archiduque Antonio Víctor (1779-1835), octavo hijo del emperador Leopoldo II y de la infanta María Luisa de España. El último gran maestre de la Orden Teutónica antes de que Napoleón la suprimiese en 1809 en tierras de los Habsburgo. Nunca se casó ni tuvo hijos. Su corazón está en la Herzgruft de la iglesia de los Agustinos.
- Archiduque Luis José (1784-1864), undécimo hijo del emperador Leopoldo II y de la infanta María Luisa de España. Fue el promotor de la industrialización en Austria después de estudiar su éxito en Inglaterra. Miembro del Consejo de Estado que ejerció el poder durante el reinado del emperador Fernando I debido a su discapacidad mental. Nunca se casó, pero tuvo una hija ilegítima. Su corazón está en la Herzgruft de la iglesia de los Agustinos.

Delante de ellos, a lo largo de la pared este:
- Archiduque Francisco V de Austria-Este, duque de Módena (1819-1875), hijo de Francisco IV de Austria-Este y de la princesa María Beatriz Victoria de Saboya, hija mayor del rey Víctor Manuel I de Cerdeña y la archiduquesa María Teresa de Austria-Este. Después de la muerte de su madre en 1840, fue considerado el heredero legítimo al trono británico por los jacobitas. Fue el último duque de Módena tras su incorporación al reino de Italia en 1860, exiliandose en Viena. Al no tener descendencia, dejó la mayor parte de sus posesiones a su primo, el archiduque Francisco Fernando, quien posteriormente usó el título de archiduque de Austria-Este. Se casó con la princesa Adelgunda de Baviera, pero sólo tuvo una hija fallecida en la infancia. La colección de arte de su rama, ahora extinta en línea masculina, acumulada a lo largo de los siglos, se encuentra ahora en el Museo de Historia del Arte de Viena.

### Nueva bóveda
La Neue Gruft fue construida entre 1960 y 1962 bajo las tierras del monasterio de la parte superior como una ampliación de 280 metros cuadrados para eliminar el atestamiento de cuerpos en otras nueve bóvedas y proporcionar un clima controlado para proteger los sarcófagos metálicos del deterioro provocado por la humedad y el paso de los años. Sus duras paredes evocan la solemnidad de la muerte. Contiene 26 sarcófagos:

#### Muro oeste
A la izquierda de la entrada, a lo largo de la pared oeste de sur a norte, "la pared de los obispos":
- Archiduque Leopoldo Guillermo (1614-1662), hijo del emperador Fernando II y de María Ana de Baviera, y hermano del emperador Fernando III. Designado para la carrera eclesiástica, fue obispo de Passau (1625), Estrasburgo (1626) y Halberstadt (1628), pero hubo de abandonarla para hacerse cargo del ejército de su hermano durante la guerra de los Treinta Años. Nunca se casó ni tuvo hijos. Combatió con éxito en Turingia, Sajonia y el Palatinado, pero tras la derrota de Breitenfeld (1642) ante los suecos de Lennart Torstenson, abandonó su cargo, aunque regresó en 1645 para expulsar a los suecos de Franconia. Fue nombrado gobernador de los Países Bajos Españoles en 1648. En 1649-1650 llevó la guerra al interior de Francia y en 1652 había restaurado la autoridad real y expulsado a los franceses de Flandes, Artois y Henao, salvo Arrás, ante la que fracasó en 1654. El archiduque es quizá más recordado por su riquísima colección pictórica, numerosas veces llevada al lienzo por David Teniers el Joven, que por su actividad político-militar. Numca se casó ni tuvo hijos. Su corazón está en la Herzgruft de la iglesia de los Agustinos y sus entrañas en la Cripta Ducal de la Catedral de San Esteban.
- Archiduque Carlos José (1649-1664), hijo del emperador Fernando III y de María Leopoldina, quien murió durante el parto. Fue obispo de Olomouc y gran maestre de la Orden Teutónica a los 13 años como heredero de su tío, el archiduque Leopoldo Guillermo, de quien heredó también su colección de arte, aunque murió dos años después a la edad de 15 años. Sus entrañas están en la Cripta Ducal de la Catedral de San Esteban.
- Carlos José de Lorena (1680-1715), príncipe de Lorena, hijo de la archiduquesa Leonor María de Austria y del duque Carlos V de Lorena. Fue Arzobispo de Tréveris. Era tío del emperador Francisco de Lorena, marido de la emperatriz María Teresa I. En un principio fue enterrado en la iglesia de los Minoritas, pero al año siguiente fue trasladado aquí.
- Urna que contiene el corazón del arzobispo Carlos José de Lorena, colocada encima de su sarcófago.
- Archiduque Maximiliano Francisco (1756-1801), el hijo más joven de los emperadores Francisco de Lorena y María Teresa. Obispo de Colonia. Su corazón está en la Herzgruft de la iglesia de los Agustinos.
- Archiduque Rodolfo (1788-1831), el hijo más joven del emperador Leopoldo II y de la infanta María Luisa de España. Fue elegido arzobispo de Olomouc en 1819 y cardenal en el mismo año. En 1803 o 1804 comenzó a tomar lecciones de piano y composición con Beethoven. Los dos se hicieron amigos, y Rodolfo fue su patrón; sus reuniones continuaron hasta 1824. Beethoven le dedicó 14 composiciones, incluyendo el Trío del Archiduque y su gran Misa Solemne. Rodolfo, a su vez, le dedicó una de sus propias composiciones. Las cartas que Beethoven le escribió se conservan hoy en la Gesellschaft der Musikfreunde en Viena. Murió en Baden y fue enterrado aquí, mientras que su corazón descansa en la catedral de Olomouc.

#### Muro sur
A lo largo de la pared sur:
- Emperatriz María Luisa (1791-1847), hija del emperador Francisco II y de su segunda esposa, María Teresa de Borbón-Dos Sicilias. Fue emperatriz de los franceses por su matrimonio con Napoleón Bonaparte, que se casó con ella en segundas nupcias. Después de la abdicación de Napoleón en abril de 1814, María Luisa y su hijo (Napoleón II) escaparon de París a Blois y luego a Viena. El Tratado de Fontainebleau del 11 de abril de 1814 le permitió conservar el título imperial con el tratamiento de "Su Majestad Imperial la Emperatriz María Luisa", además de otorgarle los ducados de Parma, Plasencia y Guastalla, con su hijo como heredero. Sin embargo, el Congreso de Viena revisó este tratado en 1815, de forma que los ducados dejaron de ser hereditarios en la persona de su hijo y únicamente pertenecerían a María Luisa hasta su muerte, con los detalles sin especificar sobre quién sería duque de Parma después de su muerte. En 1817, un tratado acordó que los ducados pasarían a un miembro de la Casa de Borbón, y en 1844 se determinó que el ducado de Guastalla sería heredado por el duque de Módena. En 1821, cuatro meses después de la muerte de Napoleón, María Luisa se casó en matrimonio morganático con su amante Adam Adalberto, conde de Neipperg (1775-1829). La pareja tuvo tres hijos. María Luisa se casó en 1834 en terceras nupcias con su gran chambelán, Carlos Renato, conde de Bombelles (1785-1856). Para muchos historiadores, fue una gobernante capaz e inteligente de Parma, introduciendo varias reformas. Murió en 1847 en Parma.
- Una placa conmemorativa "A las primeras víctimas de la guerra mundial de 1914-1918", archiduque Francisco Fernando (1863-1914), hijo del archiduque Carlos Luis y de la princesa María Anunciada de Borbón-Dos Sicilias, y su esposa, la condesa Sofía de Chotkova y Wognin (1868-1914). La pareja está enterrada en la cripta del Palacio de Artstetten.

#### Muro norte
A lo largo de la pared norte, de oeste a este, la primera repisa contiene la familia del archiduque Carlos de Austria-Teschen, vencedor de Aspern:
- Archiduque Guillermo Francisco Carlos (1827-1894), hijo menor del archiduque Carlos de Austria-Teschen y de Enriqueta de Nassau-Weilburg. Fue gran maestre de la Orden Teutónica. Nunca se casó, aunque tuvo una hija ilegítima.
- Archiduque Carlos Fernando (1818-1874), comenzó la carrera militar en el Regimiento de Infantería 57 en Brno. Más tarde recibió el mando de una brigada en Italia y luchó contra los insurrectos de Praga en 1848. En 1859 fue general en Moravia y Silesia y volvió a Brno en 1860. En 1854 Carlos Fernando se casó con la viuda de Fernando de Austria-Este (1821-1849), la archiduquesa Isabel Francisca de Austria (1831-1903), con quien tuvo 6 hijos, entre ellos María Cristina de Habsburgo-Lorena, segunda mujer de Alfonso XII de España y madre de Alfonso XIII y regente durante la minoría de edad del mismo.
- Archiduque Carlos de Austria-Teschen (1771-1847), duque de Teschen, tercer hijo del emperador Leopoldo II y de la infanta María Luisa de España. Fue adoptado por Alberto de Sajonia-Teschen y por la archiduquesa María Cristina. Pasó su juventud en la Toscana, Viena y los Países Bajos austriacos, donde comenzó su carrera militar en las Guerras Revolucionarias Francesas. Comandó una brigada en la batalla de Jemappes, y en la campaña de 1793 tuvo una distinguida actuación durante la Acción de Aldenhoven y en la batalla de Neerwinden. En este año se convirtió en gobernador de Bélgica. Durante el resto de la guerra de los Países Bajos, tuvo a su cargo el alto mando y tomó parte en la batalla de Fleurus, en 1794. En 1795 estuvo sirviendo en el Rin, y al año siguiente se le confió la comandancia en jefe de todas las fuerzas austriacas en esa región. Su conducta durante las operaciones contra Jourdan y Moreau en 1796 elevó su reputación a la altura de los más grandes generales de Europa. En 1797 fue enviado a detener la marcha victoriosa del general Bonaparte en Italia, y condujo la retirada de las tropas austriacas con los mejores resultados. En 1806, su hermano Francisco I de Austria nombró al archiduque Carlos comandante en jefe del ejército austriaco, así como Jefe del Consejo de Guerra. Apoyado por el prestigio de ser el único general que se había demostrado capaz de derrotar a los franceses, inició una reforma a largo plazo que reemplazó los métodos obsoletos del siglo XVIII, adoptando la organización y las tácticas de los ejércitos franceses. El ejército fue sorprendido en pleno proceso de transición por la guerra de 1809, en la cual Carlos actuó como comandante en jefe. En ella demostró ser un enemigo mucho más formidable que antes y solo sucumbió contra los heterogéneos ejércitos que Napoleón dispuso contra él tras una lucha desesperada. Los éxitos iniciales fueron neutralizados por los reveses en la Batalla de Abensberg, en la Batalla de Landshut y en la Batalla de Eckmuhl, pero tras la evacuación de Viena, el archiduque venció en la Batalla de Aspern-Essling, y a continuación luchó en la Batalla de Wagram, al final de la cual los austriacos resultaron derrotados, pero no expulsados. Infligió a Napoleón unas pérdidas de unos 50.000 hombres en las dos batallas. Al final de la campaña, el archiduque puso todos sus cargos militares a disposición de la corona. Carlos pasó el resto de su vida retirado, excepto durante el corto periodo de 1815, en el que fue gobernador de Maguncia. En 1822 accedió al ducado de Teschen. Se casó en 1815 con la princesa Enriqueta de Nassau-Weilburg. Su corazón está en la Herzgruft de la iglesia de los Agustinos.
- Princesa Enriqueta de Nassau-Weilburg (1797-1829), archiduquesa de Austria y duquesa de Teschen, mujer del archiduque Carlos de Austria-Teschen. Se cree que introdujo el árbol de Navidad en la corte imperial. Es la única persona protestante que descansa aquí, después de que el emperador Francisco I de Austria venciese la resistencia del clero residente.
- Urna con el corazón de Enriqueta de Nassau-Weilburg.
- Archiduque Rodolfo Francisco (1822), hijo del archiduque Carlos de Austria-Teschen y de la archiduquesa Enriqueta de Nassau-Weilburg. Su corazón está en la Herzgruft de la iglesia de los Agustinos.

Sobre su propio pedestal, directamente a través de la tumba de la emperatriz María Luisa:
- Emperador Maximiliano I de México (1832-1867), hijo del archiduque Francisco Carlos y de la princesa Sofía de Baviera, y hermano del emperador Francisco José I. El 27 de julio de 1857 contrajo matrimonio con la princesa Carlota de Bélgica, hija del rey Leopoldo I de Bélgica. Su hermano Francisco José le nombró virrey del Reino Lombardo-Véneto, trasladándose así a Milán con su mujer, lugar donde residió hasta el año de 1859, fecha en que el emperador austríaco le depuso de su puesto, ya que su hermano consideraba que tenía ideas demasiado liberales para la guerra. Al poco tiempo de la renuncia de Maximiliano, Austria perdió sus posesiones en Italia, y el archiduque decidió retirarse de la vida pública en su Castillo de Miramar, muy cerca de Trieste. En 1859 Maximiliano fue contactado por primera vez por los conservadores mexicanos, los cuales buscaban un príncipe europeo para ocupar la corona del Segundo Imperio Mexicano con el apoyo de Francia y de la Iglesia católica. Maximiliano no se interesó en los planes y prefirió marcharse a una expedición botánica a los bosques tropicales de Sudamérica. A su regreso, en 1863, Napoleón III de Francia presionó a Maximiliano para que aceptara el trono y este finalmente lo hizo. Durante su gobierno, Maxilimiliano I de México trató de desarrollar económica y socialmente al país. Los liberales procuraron por todos los medios la derrota del imperio, encabezados por Benito Juárez, que gozaba del indiscutible apoyo de los Estados Unidos, que jamás vieron con buenos ojos la presencia en América de un régimen apoyado por las monarquías europeas. Al final los cambios políticos a nivel internacional repercutieron en el Imperio Mexicano. Estados Unidos, que durante la mayor parte de esta época estuvo enfrascado en su propia guerra civil, había conseguido finalmente la paz y estaba listo para apoyar al republicano Juárez. Napoleón III, por su parte, se enfrentaba a serias amenazas en Europa y requería que sus tropas regresaran al país galo. Con el apoyo económico de los estadounidenses a la facción republicana y sin el apoyo francés ni conservador en el país, poco le quedaba por hacer a Maximiliano, y desoyendo los consejos que le sugerían abdicar y regresar a Austria, fue sitiado y capturado en Querétaro. Murió fusilado en el Cerro de las Campanas de la ciudad de Querétaro el 19 de junio de 1867, junto con los generales conservadores Miguel Miramón y Tomás Mejía.

La siguiente repisa a lo largo de la pared norte, de izquierda a derecha, contiene sobre todo los restos de la familia del archiduque Alberto, hijo de Carlos de Austria-Teschen y gran comandante militar:
- Archiduque Alberto (1817-1895), primer hijo varón del archiduque Carlos de Austria-Teschen y de Enriqueta de Nassau-Weilburg. Fue general en Austria Inferior, Austria Superior y Salzburgo en 1845 y luchó en la Revolución de 1848. De 1851 a 1860 fue gobernador de Hungría. En 1866 derrotó a los italianos en la Batalla de Custozza. Se casó con la princesa Hildegarda de Baviera, hija del rey Luis I de Baviera. Debido a su falta de un hijo varón superviviente nombró heredero a su sobrino Federico, a quién lego sus propiedades y ducado.
- Princesa Hildegarda de Baviera (1825-1864), archiduquesa de Austria, mujer del archiduque Alberto e hija del rey Luis I de Baviera. Conocida por su caridad, era apreciada por la población vienesa. Murió de pleuresia a los 39 años. Su corazón está en la Herzgruft de la iglesia de los Agustinos.
- Archiduquesa Matilde (1849-1867), hija del archiduque Alberto y de Hildegarda de Baviera. Comprometida con el futuro Humberto I de Italia, murió víctima de un penoso accidente. Su corazón está en la Herzgruft de la iglesia de los Agustinos.
- Archiduque Carlos Alberto (1847-1848), hijo del archiduque Alberto y de Hildegarda de Baviera.
- Archiduque Leopoldo Salvador (1863-1931), hijo mayor del archiduque Carlos Salvador, hijo del gran duque Leopoldo II de Toscana y de María Inmaculada de Borbón-Dos Sicilias. Durante su brillante carrera militar reorganizó y modernizó la artillería austríaca, convirtiéndose en inspector general en 1908. Voló globos de aire caliente y trabajó en el desarrollo de dirigibles. Se hizo rico gracias a sus inventos, como la todo-tracción y los camiones de media pista para el ejército. Se casó con la infanta Blanca de Borbón en 1889.
- Archiduque Rainiero Carlos (1895-1930), primer hijo del archiduque Leopoldo Salvador y de la infanta Blanca de Borbón. Tras el fin de la monarquía trabajo arreglando coches y siendo taxista. Murió soltero y sin hijos. Su entierro fue el primero hecho desde Francisco José en 1916.
- Princesa Margarita de Sajonia (1840-1858), primera esposa del archiduque Carlos Luis, hermano del emperador Francisco José I. El matrimonio aún no había tenido hijos cuando ella cayó enferma de tifus durante unas vacaciones en Monza y murió a la edad de 18 años. Su corazón está en la Hofkapelle de Innsbruck.

#### Muro este
A lo largo de la pared este, de norte a sur, los antepasados directos de los últimos emperadores:
- Archiduque Francisco Carlos (1802-1878), tercer hijo del emperador Francisco II y de María Teresa de Borbón-Dos Sicilias. Se casó con la princesa Sofía de Baviera, hija de Maximiliano I de Baviera. Fue padre de los emperadores Francisco José I de Austria y Maximiliano I de México. Su corazón está en la Herzgruft de la iglesia de los Agustinos.
- Sin nombre (1840), hijo del archiduque Francisco Carlos y de la princesa Sofía de Baviera.
- Princesa Sofía de Baviera (1805-1872), archiduquesa de Austria, hija del rey Maximiliano I de Baviera y de Carolina de Baden. Se casó con el archiduque Francisco Carlos. Fue la madre de los emperadores Francisco José I de Austria y Maximiliano I de México. Fue muy influyente durante el reinado de su hijo.
- Archiduque Carlos Luis (1833-1896), tercer hijo del archiduque Francisco Carlos y de la princesa Sofía de Baviera. Hermano del emperador Francisco José I de Austria y padre del archiduque Francisco Fernando, cuyo asesinato en Sarajevo precipitó la declaración de guerra de Austria a Serbia que desencadenó la Primera Guerra Mundial. A la muerte del archiduque Rodolfo se convirtió en el heredero al trono. Murió de tifus tras volver de un viaje a Egipto.
- Princesa María Anunciada de Borbón-Dos Sicilias (1843-1871), archiduquesa de Austria, segunda mujer del archiduque Carlos Luis. De salud dedicada, murió de tuberculosis a los 28 años.
- Archiduque Otón (1865-1906), el segundo hijo del archiduque Carlos Luis y de su segunda mujer, la princesa María Anunciada de Borbón-Dos Sicilias. Se casó con la princesa María Josefa de Sajonia, hija del rey Jorge de Sajonia y fue el padre del último emperador Carlos I de Austria. A lo largo de su vida se le conoció como Otón el guapo. Tuvo una vida desordenada y promiscua, murió de sífilis cuidado por su madrastra María Teresa.
- Princesa María Josefa de Sajonia (1867-1944), archiduquesa de Austria, hija del rey Jorge de Sajonia, mujer del archiduque Otón y fue la madre del último emperador Carlos I de Austria. Soportó con entereza las infidelidades de su esposo aunque ella también tomó un amante, tras el fin de la monarquía vivió con su hijo y sus nietos en Madeira, posteriormente se fue a vivir a Baviera donde murió.

### Bóveda de Francisco José
En 1908 las siete bóvedas de la Cripta contenían alrededor de 129 cuerpos más las urnas con los corazones de otras 3 personas. En aquel año se construyó la llamada Franz Josephs Gruft adyacente a la Capilla como parte de las celebraciones por el 60 aniversario de la subida al trono del emperador Francisco José I.
De izquierda a derecha:

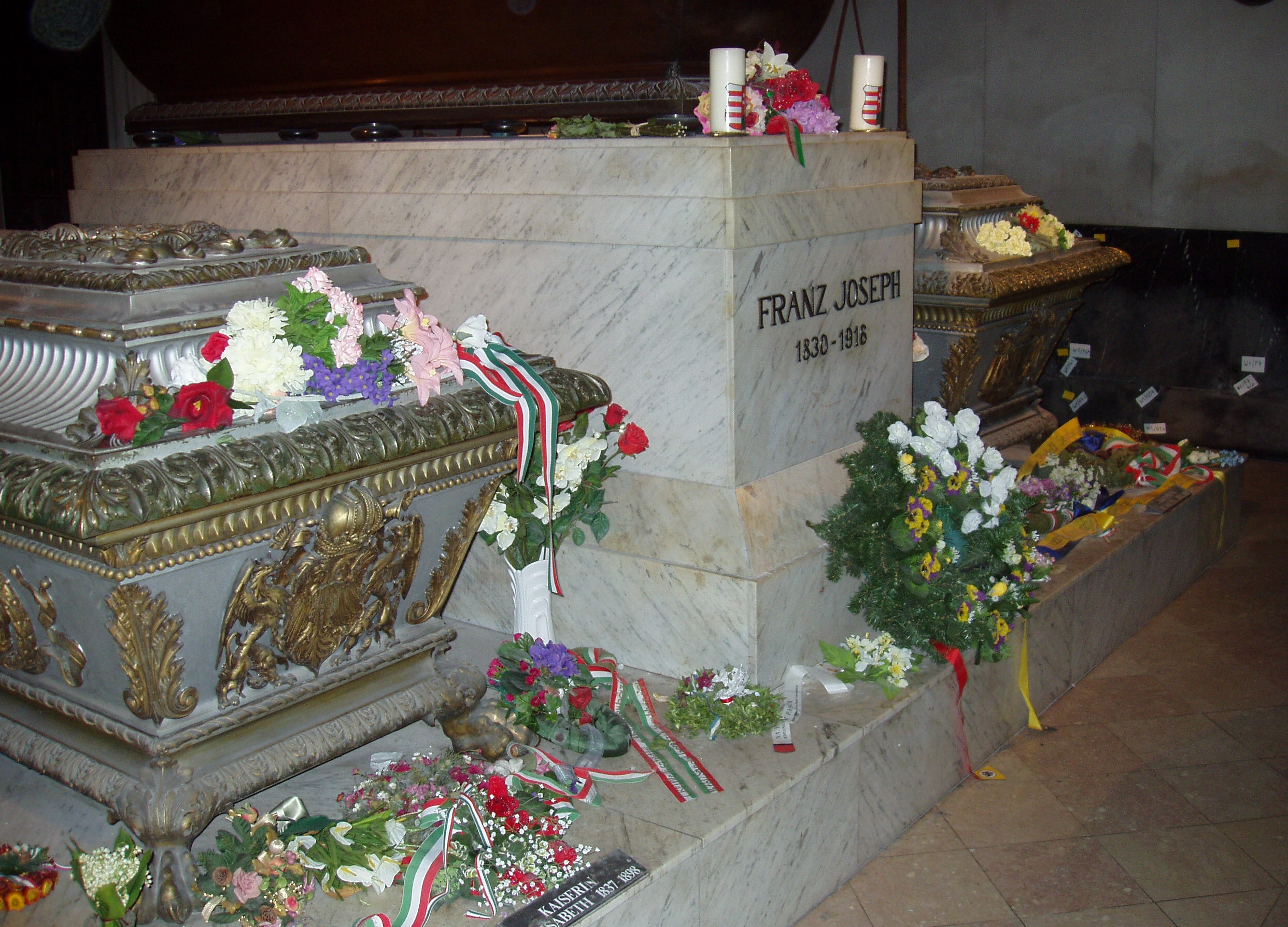
Tumba del emperador Francisco José I, flanqueada por la de su mujer, la emperatriz Isabel (Sissi) y la de su hijo Rodolfo.

- Emperatriz Isabel en Baviera, más conocida como Sisi (1837-1898), mujer del emperador Francisco José I e hija del duque Maximiliano en Baviera y de la princesa Ludovica de Baviera, hija del rey Maximiliano I de Baviera. Conocida por su vida trágica y excentricidades, pasaba la mayor parte del tiempo alejada de la corte imperial, viajando por Europa. Murió asesinada en Ginebra.
- Emperador Francisco José I (1830-1916), hijo del archiduque Francisco Carlos y de la princesa Sofía de Baviera, hija del rey Maximiliano I de Baviera. Subió al trono tras la abdicación de su tío, el emperador Fernando I, a causa de las Revoluciones de 1848. Su reinado se desarrolló en medio de violentas conmociones internacionales que lo persiguieron toda su vida: comenzaron con la revolución austríaca de 1848 y culminaron con la Primera Guerra Mundial, además de las cada vez más importantes ideas liberales y demócratas que amenazaron su poder como monarca absoluto. Murió de neumonía en 1916 antes de que terminara la Primera Guerra Mundial, por lo que no llegó a vivir la desintegración del Imperio austrohúngaro.
- Archiduque Rodolfo (1858-1889), hijo del emperador Francisco José I y de la emperatriz Sisi. De pensamiento liberal chocaba con su padre que era más conservador, se casó con la princesa Estefanía de Bélgica pero tras haber tenido una hija, su matrimonio se volvió infeliz teniendo amantes y llevando a mirar desordenada. Aparentemente se suicidó en extrañas circunstancias, nunca aclaradas.

### Capilla de la Cripta
La Gruftkapelle se construyó, junto con la Bóveda de Francisco José en 1908. Por lo general, se accede a ella desde la puerta sur de la Bóveda de Francisco José. 
Al entrar, a la derecha que se extiende desde el muro oeste, la esposa y descendientes del último emperador de Austria:
- Princesa Yolanda de Ligne (1923-2023), archiduquesa de Austria, esposa del archiduque Carlos Luis de Austria. Es el último entierro hasta la fecha en la cripta.
- Archiduque Carlos Luis de Austria (1918-2007), hijo del emperador Carlos I de Austria.
- Princesa Zita de Borbón-Parma (1892-1989), emperatriz. Esposa del emperador Carlos I de Austria, y por lo tanto la última emperatriz del Imperio Austrohúngaro, siendo exiliada tras su fin, no pudo visitar Viena hasta 1982. Es sierva de Dios de la Iglesia Católica. Su corazón está junto con el de su marido en la Capilla de Loreto del Monasterio Benedictino de Muri.

Más adelante, a la derecha del altar a lo largo del muro sur:
- Archiduque Otón de Austria (1912-2011), hijo mayor del emperador Carlos I de Austria, aspirante al trono (renunció en 2007), jefe de la casa imperial y más tarde (1979) elegido por los votantes alemanes para un escaño en el Parlamento Europeo, donde después de muchas reelecciones sirvió más tiempo que cualquier otro miembro. Es padre del actual pretendiente al trono y jefe de la casa Real austríaca Carlos de Habsburgo-Lorena. Su corazón está en la Abadía de Pannonhalma.

A la izquierda del altar:
- Princesa Regina de Sajonia-Meiningen (1925-2010), archiduquesa de Austria, esposa del archiduque Otón. Su corazón está en la fortaleza Veste Helburg.

A la izquierda, frente al muro este:
- Una estatua de la Virgen, presentada por damas húngaras en 1899 como monumento a la emperatriz Isabel.

En la esquina de extrema derecha (sureste):
- Un busto conmemorativo del beato emperador Carlos I de Austria (1887-1922), el último emperador austríaco, cuyo cuerpo se encuentra en el Santuario de Nuestra Señora del Monte (Funchal), en la isla portuguesa de Madeira.

## Presencia en la literatura
El autor austríaco José Roth publicó en 1938 la novela Die Kapuzinergruft (La cripta de los capuchinos).